# Gioachino Rossini
  Gioachino Rossini  (italià: Gioachino Antonio Rossini)  (Pesaro, 29 de febrer de 1792 - Passy, 13 de novembre de 1868) fou un compositor italià, considerat la figura més important de l'òpera del primer terç del segle xix. Cap compositor de la primera meitat del segle xix va gaudir de la mesura del prestigi, riquesa, aclamació popular i influència artística com la que va tenir Rossini, els seus contemporanis el van reconèixer com el més gran compositor italià del seu temps.
És recordat especialment per El barber de Sevilla, però la seva notorietat va més enllà perquè va saber rejovenir tant l'opera buffa com l'opera seria amb la seva passió per l'estil vocal virtuós conegut com a bel canto. A través de la repetició i el ritme, va saber donar una continuïtat més moderna a l'estil carregat rococó que imperava quan va començar a compondre.
La vida del cigne de Pesaro, com va ser conegut Rossini, va ser en certa manera comparable a un dels seus cèlebres crescendi. Va compondre trenta-nou òperes en dinou anys i va passar a ser el compositor d'òpera més popular de la història. Aquesta frenètica inspiració de composició el va portar, de vegades per falta de temps o per aprofitar fragments que no havien tingut èxit, a presentar temes vells amb noves formes, fet que té el seu propi encant particular. Però al cim de la seva popularitat, va abandonar la composició el 1829 i es dedicà a una jubilació tranquil·la a la campanya parisenca, que el va portar a un període de quaranta anys d'indolència relativa que injustament ha tendit a dominar la seva imatge històrica.
Els seus vincles amb el segle xviii (va néixer el 1792, tres mesos després de la mort de Mozart) es van subratllar a costa de la seva posició frontal en els grans canvis d'estil, tècnics, temàtics i la convenció dramàtica durant l'època romàntica.
Ben entrada la segona meitat del segle xx es va produir el fenomen musicològic conegut com a Rossini Renaissance que va ser encetat a la darreria dels anys 50 del segle passat i va guanyar intensitat els anys 60 i 70. Avui Rossini torna a valorar-se com no ho havia sigut en els últims cent cinquanta anys. L'interès renovat per les seves òperes va començar des del món discogràfic, va seguir pels teatres d'òpera i fins i tot es va crear el Rossini Opera Festival consagrat cada any al compositor.

## Biografia

### Els primers anys

#### Infantesa

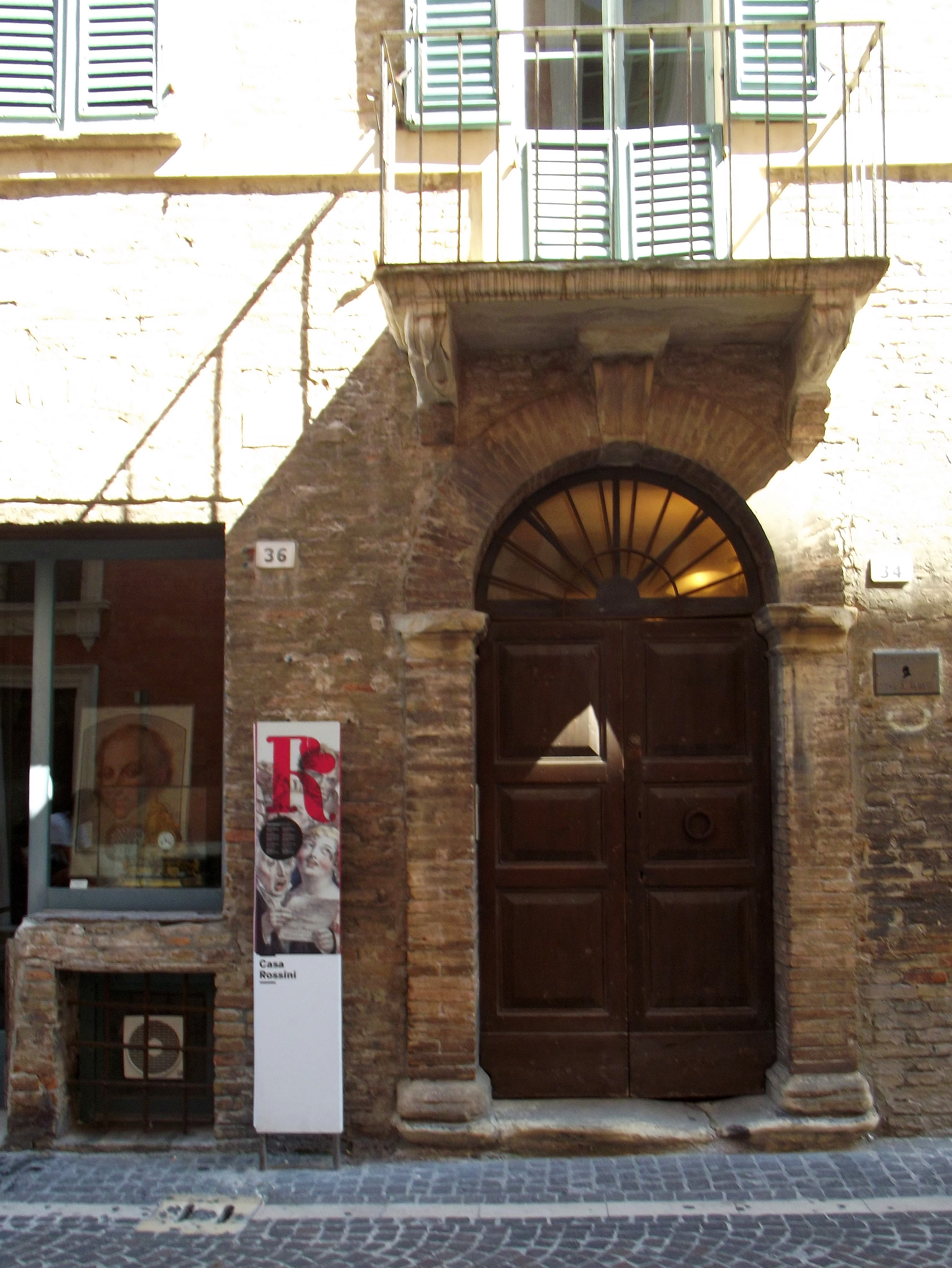
Casa natal de Rossini a Pesaro.

Rossini va néixer a Pesaro, una petita ciutat al Golf de Venècia, en plena època de la Revolució Francesa i quan les tropes de la República gal·la havien penetrat i s'havien estès per moltes ciutats d'Itàlia. La seva família era d'extracció humil i es dedicava a la música: el seu pare, Giuseppe, de malnom «Vivazza» per la cordialitat i bon humor del personatge, era originari del poble romanyès de Lugo. Va arribar a Pesaro cap a la fi de 1788, però no s'hi va establir de forma permanent fins al 1790, després d'una breu estada a Ferrara. Era un fervent admirador de la Revolució Francesa i exercia les funcions de tubatore o trompetista de la banda local, treball que compaginava amb el d'inspector d'escorxadors. La seva mare, Anna Guidarini, havia nascut a Urbino, filla d'un forner, i era cantant d'òpera de segona línia que, com que no sabia llegir partitures, havia de memoritzar els seus papers operístics. Anna es va quedar embarassada de Giuseppe i es van casar l'octubre de 1791, el nuvi tenia trenta-dos anys i la núvia vint. Les presses es van fer evidents quan quatre mesos després va néixer Gioachino. Va ser batejat el mateix dia del naixement i tingué dos nobles com a padrins, fet que demostra les bones relacions que el seu pare havia aconseguit. Gioachino sempre va sentir un gran afecte pels seus pares, morts el 1827 (la mare) i el 1839 (el pare).

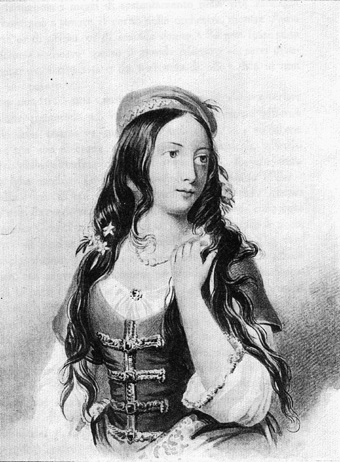
Anna Guidarini, la mare de Rossini. ca. 1790.

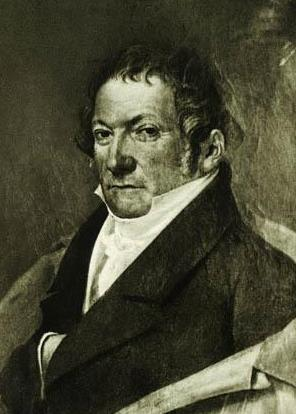
Giuseppe Rossini, pare de Rossini ca. 1800.

Els pares de Rossini li van transmetre la seva escassa formació musical, i a l'edat de sis anys va començar a tocar el triangle en el grup musical del seu pare. Les idees de llibertat i d'igualtat obertament entre la joventut local, i Giusseppe n'era un d'ells. Però els seus anhels aviat es van haver de calmar amb la restauració pontifícia i en ser acomiadat de l'ajuntament. Els pares de Gioachino sentien una gran passió pel teatre musical, i Giuseppe va arribar a fer d'empresari i director d'orquestra la temporada 1798-1799 en la qual Anna fou protagonista de l'òpera La capricciosa corretta de Vicent Martin i Soler, a Jesi. No es tractava d'un esdeveniment de poca importància, ja que l'òpera inaugurava el teatre, i perquè era la primera vegada en què es veia una dona a sobre l'escenari, prohibides abans de la Revolució en els pobles petits.
Quan Àustria va restaurar l'antic règim, el pare de Rossini va ser enviat a presó el 1799, on va romandre fins al juliol de 1800. Durant el captiveri del pare, la mare, amb una bella veu de soprano, va ser capaç de començar la seva carrera com a cantant. Va cantar durant el període 1797-1808, amb un repertori exclusivament còmic, compost per una quinzena de rols. La gràcia de la persona i la seva veu va compensar la manca d'educació musical, cosa que li va permetre participar, fins i tot en el paper de primera dama, en obres de Cimarosa, Paisiello, Mayr, Fioravanti, Gazzaniga i Weigl.
En tot aquest temps el petit Gioachino s'havia quedat a Pesaro sota la custòdia de la seva àvia i la seva tieta. Un frare franciscà va prendre la tasca d'ensenyar-li a llegir i escriure, i els principis de la música. Però pel poc control i pel caràcter animat del noi, es passava la major part del dia passejant per la ciutat i fent de les seves en la companyia dels seus amics.
Giuseppe Rossini, després dels deu mesos de separació forçada, es va reunir amb la seva esposa i fill. No va poder, però, tornar a ocupar el lloc de trompeta perquè ja havia estat suprimida. Llavors, la parella va decidir emprendre una vida nòmada pels diversos teatres dels Estats Pontificis i portar Gioachino a Bolonya, on va estudiar amb tres sacerdots preceptors que li van ensenyar a llegir i escriure, aritmètica i llatí. Al mateix temps va rebre lliçons de clavicèmbal amb Giuseppe Prinetti de Novara. Però Gioachino va continuar vivint la vida, aprofitant l'absència dels pares que estaven obligats per la seva professió a allunyar-se de Bolonya una bona part de l'any i que l'havien deixat en una pensió d'un botiguer. Quin profit va treure dels estudis literaris es mostra amb evidència a les seves cartes, exuberant d'esperit, però també plenes d'errors gramaticals i ortogràfics. El 1801, a la temporada del carnaval i amb només nou anys, Gioachino tocà en la secció de violes de l'orquestra al Teatre della Fortuna de Fano, en una òpera cantada per la seva mare.

#### Bolonya: primers estudis musicals

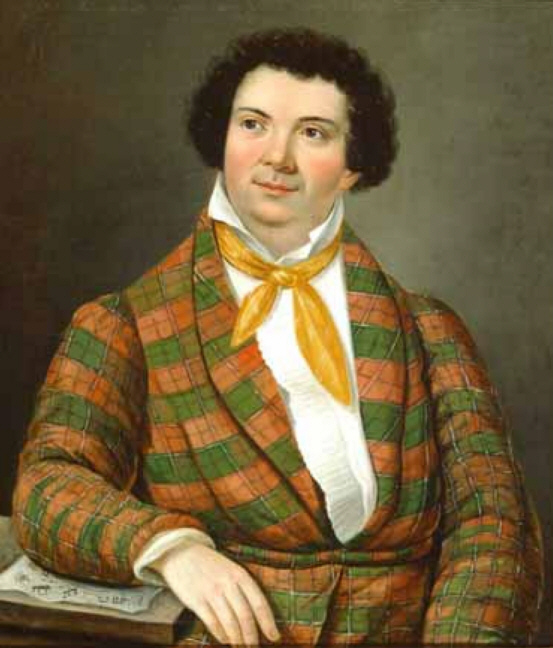
Gioachino Rossini pintat per un anònim

L'any següent, la família Rossini es desplaça a Lugo, on s'envia Gioachino sota la tutela de Giuseppe Malerbi, qui li ensenyà el baix continu i composició. Amb Malerbi i Estanislau Mattei, els estudis musicals van progressar ràpidament, aquesta vegada amb la plena col·laboració del noi. D'altra banda, a casa de Malerbi va poder escoltar per primera vegada la música de Haydn i Mozart, els dos grans clàssics que més endavant estudiaria a fons i que en aquells moments a Itàlia era poc menys que desconeguts. El coneixement d'aquests autors austríacs va ser decisiu en la posterior composició musical de Rossini perquè va ser el primer compositor format a Itàlia que va integrar els instruments de fusta en el llenguatge orquestral, en lloc d'emprar-los només en funcions decoratives.
Ja des del primer moment es va distingir com a compositor. L'estiu del 1804, mentre estava fent vacances a Conventello, prop de Ravenna, a casa del contrabaixista aficionat Agostino Triossi, va escriure sis Sonate a quattro per a corda, i que redescobertes a mitjan segle xx han passat a formar part del repertori de moltes formacions de cambra. Gioachino tenia molt bona veu. Des de molt jove va mostrar notables aptituds musicals. De la mà de la seva mare va poder accedir a multitud de representacions operístiques. En un espectacle a Imola del mateix 1804, també hi va actuar Gioachino, aquest cop com a cantant a duo amb la seva mare, que tenia, també, una veu sensible. L'any següent actua com a Adolfo a Camilla ossia il sotterraneo de Ferdinando Paër, realitzat durant la temporada de tardor al Teatre del Corso, de Bolonya. El mateix any, Anna va patir una infecció a la gola i va haver de retirar-se dels escenaris.

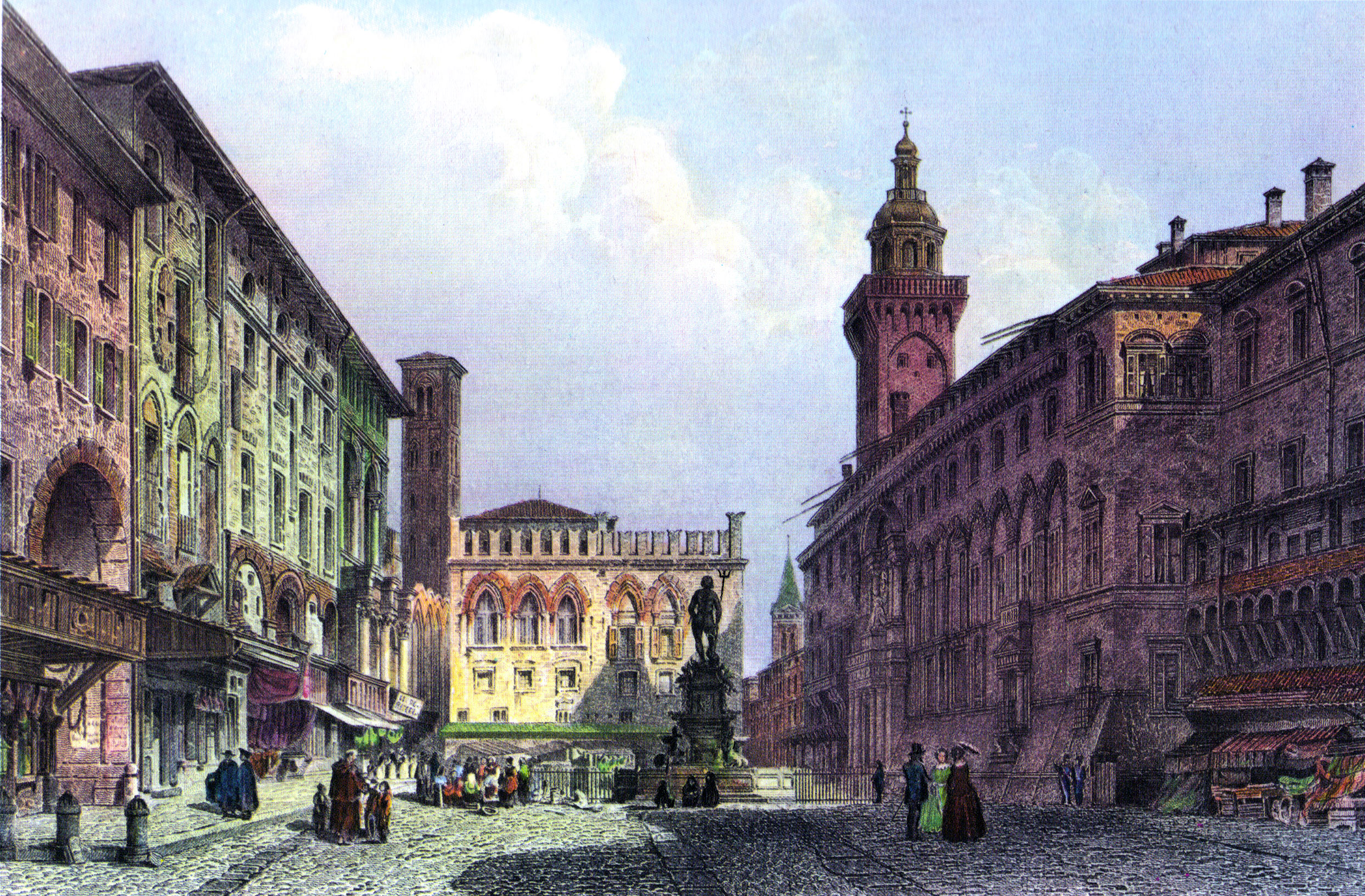
Plaça major de Bolonya

La família va decidir llavors establir-se definitivament a Bolonya. Per al jove fou una decisió que va definir la seva activitat. A Bolonya, la segona ciutat dels Estats Pontificis, hi havia molta oferta operística, concertista i la música sacra era molt intensa. Amb tres teatres públics, el Comunale el del Corso i el Contavall, i la famosa Capilla de San Petronio. El gran novel·lista francès Stendhal, en la seva biografia de Rossini, deia que Bolonya era la caserna general de la música a Itàlia.

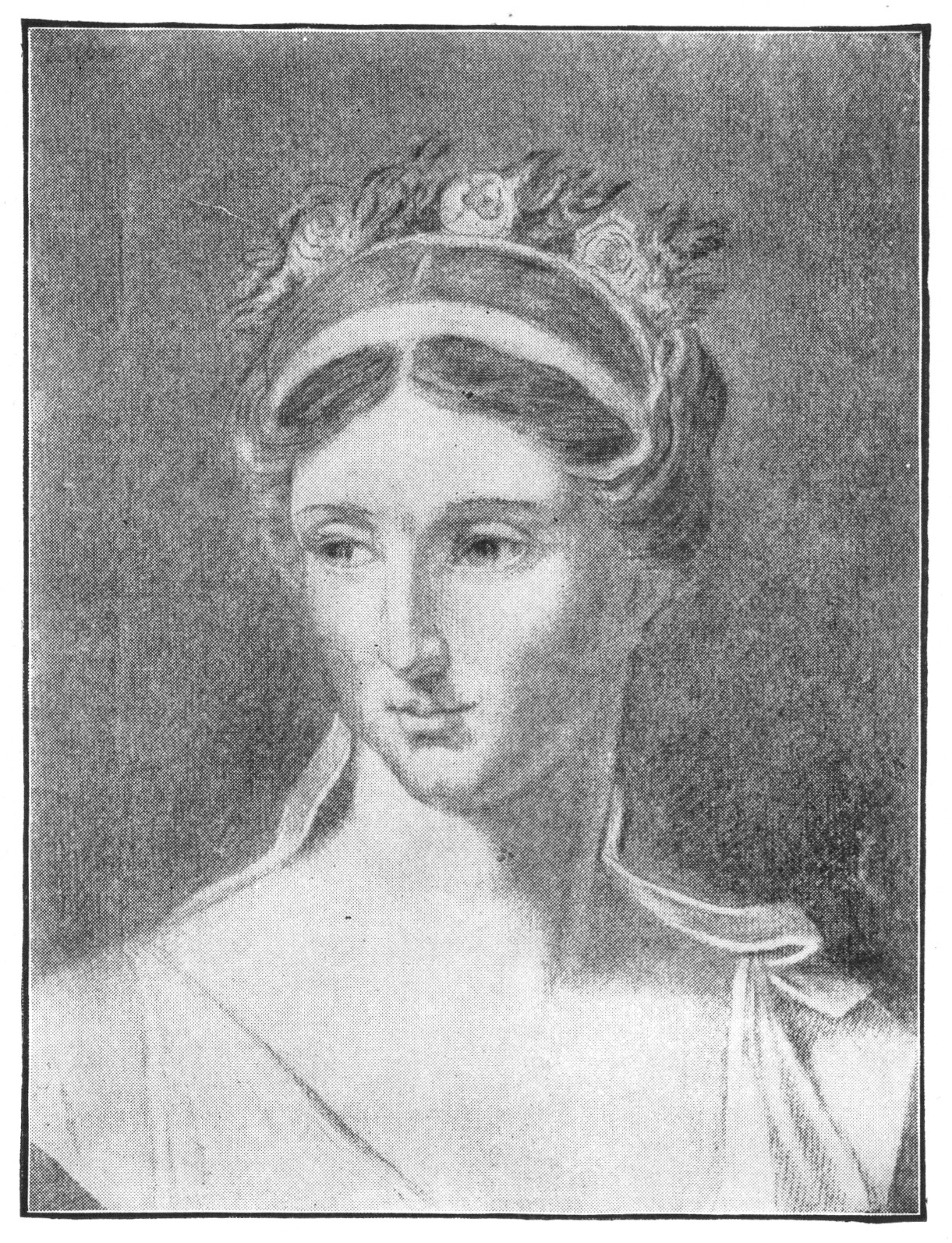
Retrat d'Isabella Colbran

Als catorze anys (1806) es va inscriure al Liceo Musicale de Bolonya, acabat de crear feia dos anys. Allà va rebre classes de piano i violoncel de Vincenzo Cavedagna, i posteriorment contrapunt d'Angelo Tesei, un alumne de Stanislao Mattei, que finalment també acabaria sent un dels seus professors més qualificats. Al Liceo va estudiar intensament i amb passió les obres de Haydn i Mozart, fet que li va permetre millorar les seves nocions de llenguatge musical. Era l'únic lloc d'Itàlia on es podien trobar les partitures dels dos músics alemanys. En aquesta època va ser anomenat «il tedeschino» - el petit alemany-. També és acceptat com a cantor a l'Acadèmia Filharmònica de Bolonya, creada pel pare Martini, i allí coneix per primera vegada a Isabella Colbran, cantant lírica que el sobrepassava en edat, amb la qual contraurà matrimoni uns anys més tard i de la que se separarà el 1830.

#### Obres de joventut
Les classes van començar a donar els fruits, ja que en pocs mesos Rossini va estar en condicions de cantar a l'església com a veu blanca. Amb tretze anys es va convertir, també, en un excel·lent violinista, així com en lector i acompanyant amb instruments de teclat. El mateix any d'entrar a l'Acadèmia, va compondre per a uns amics de la seva mare, el magrimoni Mombelli, la seva primera òpera, Demetrio e Polibio, basada en un llibret escrit per la mateixa senyora Mombelli i que no seria representada fins al 1812. Va començar a signar contractes com a director de cor i mestre de clavicèmbal per als diversos teatres de la regió. La seva carrera semblava orientar-se cap al cant i fins i tot va rebre classes del famós tenor retirat Matteo Babbini.
El seu nom no apareix en els registres de les classes de violoncel, piano i contrapunt al Liceo de Bolonya des de mitjans de desembre de 1807 fins a mitjans de març 1808. Està justificat perquè a la primavera és contractat com a primer clavicèmbal al teatre de Faenza, on el seu pare era el primer fiscorn. De fet, fins al 1811 continua en la funció de maestro al cembalo a diversos teatres. Així, per exemple, és contractat com a primer clavicèmbal per a la temporada de Carnaval de 1809-1810 al Teatro Comunale de Ferrara i el Teatro Comunale de Bolonya.
El 1808 és un any d'intens treball per al jove compositor que, a més d'escriure les dues obertures conegudes com Al Conventello i Obbligata a contrabasso, es presenta al públic per primera vegada l'11 d'agost al Liceo Musicale amb la cantata Il pinato d'armonia sulla morte di Orfeo sobre un text pel Pare Girolamo Ruggia. Escriu una Sinfonia a più strumenti obbligati i una Sinfonia concertata, el 28 d'agost per al concert de final de curs de lliurament de premis al Liceo. Els seus anys de Bolonya també són testimoni de veure la llum almenys dues obres sagrades: les misses de Ravenna i Milà (amb el nom dels llocs on van ser escrites o almenys trobades).
A Bolonya també s'havia format en literatura. Havia fet classes amb l'escriptor Jacopo Landoni i va llegir i comentar la Divina comèdia, Orland furiós i Jerusalem alliberada.

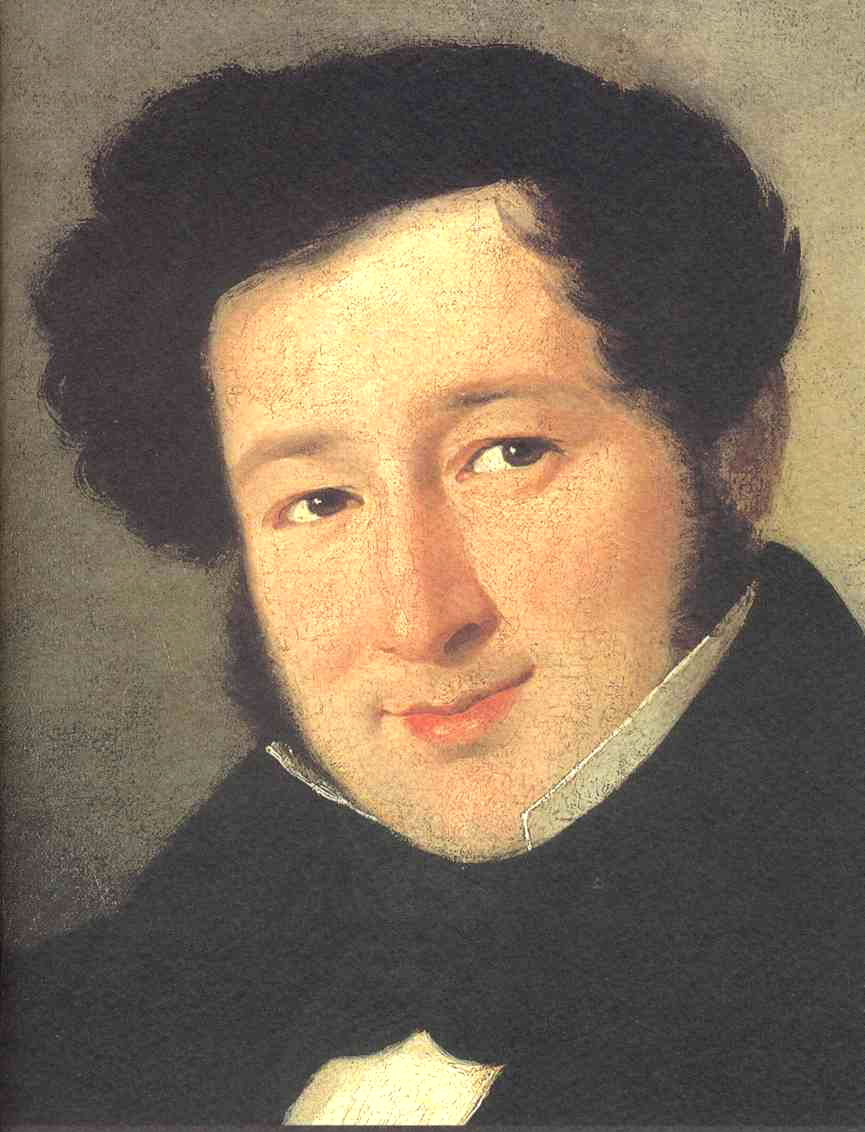
Gioachino Rossini, de jove

El 1810, amb Rossini que tot just havia deixat el Liceo, van arribar a Bolonya dos vells amics de la família: el compositor i director d'orquestra Giovanni Morandi i la seva esposa, la cantant Rosa Paolina Morolli coneguda com a Rosa Morandi i després anomenada el cigne de l'Òpera de París. Els Morandi es dirigien a Venècia per unir-se a la companyia que havia d'actuar aquella tardor al Teatro San Moisè. Rossini i els seus pares varen explicar a la parella els desitjos del jove compositor de debutar amb una obra. Casualment, quan els Morandi van arribar a Venècia, l'empresari de l'òpera, el marquès de Cavalli, es trobava en dificultats per completar la temporada després que un compositor alemany li havia fallat. Aquest va escriure amb tota celeritat la música per al llibret que Gaetano Rossi havia escrit també ràpidament. El Teatro San Moisè va estrenar l'òpera bufa d'un sol acte: La cambiale di matrimonio el 3 de novembre de 1810 i el resultat no va ser espectacular, però sí bo: es va representar dotze vetllades. Morandi va cantar el paper principal. De Venècia se'n va anar a Pàdua i Trieste, i també va arribar a algunes ciutats no italianes, la primera de les quals va ser Barcelona, al Teatre de la Santa Creu, el 26 d'abril de 1816.
La cambiale és una obra que tant argumentalment com des del punt de vista musical denota una forta influència de Cimarosa. Rossini va bastir tots els personatges amb agilitat i delicadesa, malgrat la brevetat de l'argument. La figura de Fanny, sobretot, queda realçada per l'ària Come tacer, la darrera part de la qual Rossini va aprofitar com a part del duo Dunqu'io son del Barbiere di Siviglia.
Venècia era una plaça entesa i als oients els va causar impressió algunes novetats, començant per la simfonia de l'obertura, una obra concertant que havia escrit l'any anterior per al Liceo, i que al seu torn serà utilitzat per Adelaide di Borgogna. Aquest recurs posa de manifest el que seria un costum rossinià, i que donaria peu a la seva fama de "mandrós". La veritat és que des del començament de la seva carrera, es va veure obligat a lluitar en contra del temps. D'altra banda, en la majoria de casos, la recuperació no constitueix una mera repetició sinó un mitjà per a ulteriors desenvolupaments. Després d'estrenar-se a diverses ciutats italianes, La cambiale també va arribar a l'estranger, i es va estrenar abans que a cap més lloc no italià a Barcelona, el 26 d'abril de 1816.

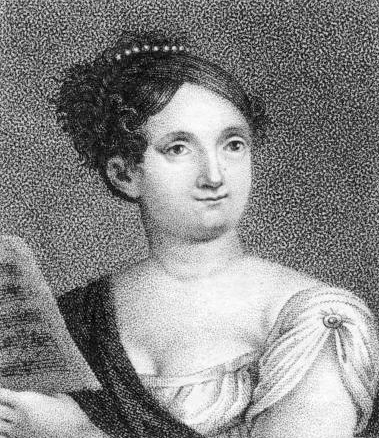
Marietta Marcolini, amb qui sembla que Rossini va tenir relacions íntimes

L'èxit va propiciar un nou contracte per escriure una nova òpera còmica, ara per al Teatro del Corso, de Bolonya. Als seus 18 anys, començava la seva carrera professional com a compositor d'òperes. En la temporada de tardor del 1811 el Teatro del Corso el contractà com a primer clavicèmbal i director de cor per l'òpera Ser Marcantonio de Pavesi (21 de setembre). El seu dramma giocoso L'equivoco stravagante, en dos actes, s'estrenà el 26 d'octubre i fou ben rebuda pel públic. La música era brillant i animada, però un argument massa atrevit per l'època va provocar que fos retirada després de la tercera actuació a causa de problemes de censura. Després de retirar-se, l'òpera va desaparèixer fins a representacions modernes. Durant aquesta mateixa temporada també portà a terme Ginevra di Scozia de Mayr i Quinto Fabio de Domenico Puccini, en el qual va inserir una ària que ell mateix havia compost per a Marietta Marcolini. Durant l'assaig general d'aquesta última (8 de novembre) es va ficar en un altercat amb els coristes, als quals va amenaçar amb el seu bastó, i va acabar a la presó.
El renom de Rossini es va anar afirmant gràcies a aquests petits èxits. La seva música captivava al públic probablement per la mescla de conservadorisme i modernitat que complaïa a tothom, i per la seva major força respecte a Paisiello i Cimarosa.

#### Composició sense descans
Durant el transcurs de l'any 1812, cinc òperes van veure la llum (sis, si incloem Demetrio e Polibio, realitzada al Teatro Valle de Roma el 18 de maig): tres òperes còmiques d'un acte estrenades al Teatro San Moisè de Venècia: L'inganno felice (8 de gener), La scala di seta (9 de maig) i L'occasione fa il ladro (24 de novembre). L'òpera L'inganno felice, considerada un avançament parcial del futur gènere semiserio, per la confluència d'elements còmics i seriosos, li donà el primer autèntic èxit i el feu famós en un bon nombre de ciutats italianes. En algun dels passatges d'aquesta obra es poden trobar els primers accents preromàntics.
També compon la seva primera òpera seriosa, Ciro in Babilonia (Teatro Comunale de Ferrara, Temporada de Quaresma). Fou el primer verdader fiasco per al músic, segurament per les seves innovacions estilístiques. Malgrat la seva fama de conservador, Rossini innova constantment: ritme, melodia i sentiment, units a un pes més gran de l'orquestra. Els seus contemporanis no sempre els aprecien si els perceben. En aquesta òpera va passar una de les múltiples anècdotes que s'expliquen de Rossini. La seconda donna que havia de cantar Ciro in Babilonia era, a més d'extremadament lletja, una cantant de molt poc nivell. Rossini, que convivia amb els cantants abans d'escriure la partitura per observar els seus punts forts i febles, va adonar-se que aquesta dona tenia una nota en la veu, el si bemoll, més ben timbrada que les altres. Llavors va decidir escriure-li una ària en la qual havia de cantar constantment aquesta nota, dissimulant-ho amb la seva gràcia orquestral. Anys més tard, Rossini parlava de la cantant "unitonal" en les seves converses amb Ferdinand Hiller.
A partir d'aquest moment, les peticions d'obres per a Rossini queien per tot arreu. Rossini va començar a compondre sense descans. El següent encàrrec tornava a ser del San Moisè de Venècia, i era una altra farsa cimarosiana La scala di seta. La primera cosa que crida l'atenció en aquesta òpera és la qualitat musical de l'obertura, en la qual Rossini demostra el gran domini dels instruments de vent, que en alguns fragments funcionen com una veritable harmonia germànica, que en canvi no es podia trobar en cap obra de Cimarosa. El públic venecià va detectar les qualitats germanitzants de la música de Rossini, però va valorar també les seves melodies italianitzants, i d'aquí va néixer el que començava a ser la gran popularitat del compositor. En aquesta òpera, alguns personatges reuneixen les seves veus per cantar concertants d'una gran vistositat, com el quartet I voti unanimi, la tenerezza, formant combinacions amb una clara influència germànica. Tot plegat va fer que amb el temps se l'anomenés "Il tedeschino" ("L'alemanyet"). La scala di seta va tenir menys èxit que les anteriors, però també Barcelona va ser la primera i de les poques ciutats italianes que van poder veure aquesta òpera, l'any 1823.

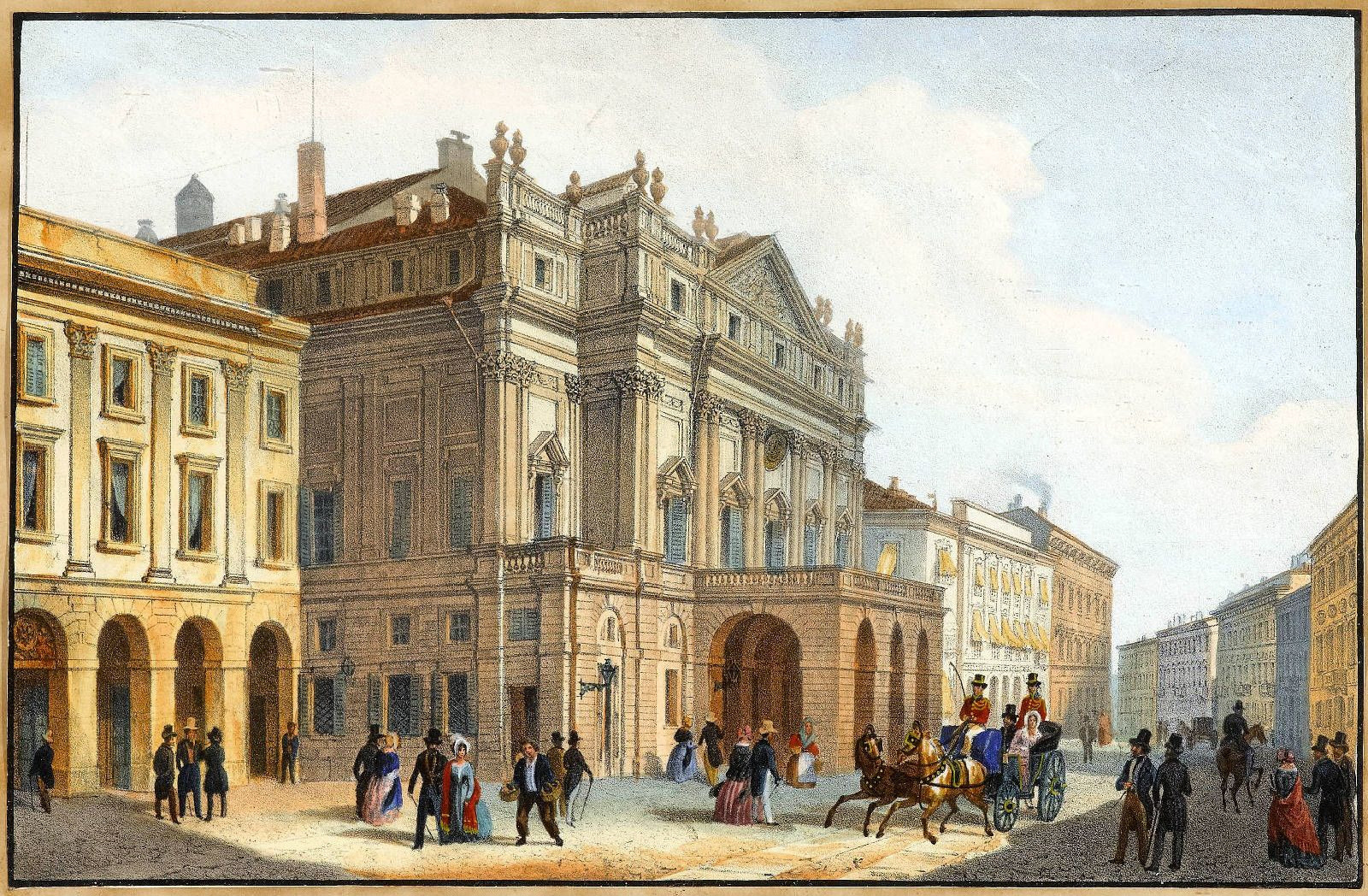
La Scala de Milà

Els èxits obtinguts per Rossini en la farsa breu van propiciar que La Scala de Milà li encomanés una òpera bufa de grans dimensions, en dos actes, titulada La pietra del paragone, amb llibret de Luigi Romanelli (26 de setembre). Aquesta obra fou remunerada amb 600 lires, tres vegades més del màxim que Rossini havia cobrat fins aquell moment. Amb l'enorme èxit que va arribar a tenir es va guanyar l'exempció del servei militar. Aquesta òpera és des de llavors considerada pels crítics com la pedra de toc del geni rossinià. Va ser representada cinquanta-tres vegades, amb el públic que acudia de Parma, Piacenza i les principals ciutats llombardes. Es creu que la clau de l'èxit va ser l'actuació de la famosa contralt Marietta Marcolini, que ja havia cantat L'equivoco stravagante i Ciro in Babilonia. Es comentà també que entre ambdós hi va haver una relació íntima. Després de l'èxit a La Scala i saltar a la fama, Rossini fou més cobejat per les dones. Segons explica Stendhal, una bonica dama llombarda hauria oblidat els seus deures d'esposa i va prendre-li públicament el ja cèlebre músic a la Marcolini. Marietta va tornar a cantar com a prima donna en altres tres òperes rossinianes, el que fa suposar que va quedar en bons termes amb el compositor.

### El camí cap a la fama

#### La primera gran creació:Tancredi
La carrera de Rossini continua pel nord d'Itàlia: el fiasco clamorós d'Il signor Bruschino (Teatro San Moisè, Venècia, 27 de gener) està més que compensat poc després pels triomfs de Tancredi (Teatro La Fenice, Venècia, 6 de febrer) i L'italiana in Algeri (Teatro San Benedetto, Venècia, 22 de maig). Potser el llenguatge instrumental, cada vegada més dens, va sorprendre el públic, així com l'expressió sentimental ja molt propera al Romanticisme. Els espectadors es varen posar segurament nerviosos ja des de l'obertura amb la novetat rítmica que ofereixen els violins picant sobre la llauna dels llums d'oli, actuant com a instrument de percussió. I en general, als venecians, els va poder disgustar el realisme còmic utilitzat per Rossini, amb uns personatges que representen una veritable sàtira dels costums de la vida burgesa de l'època.

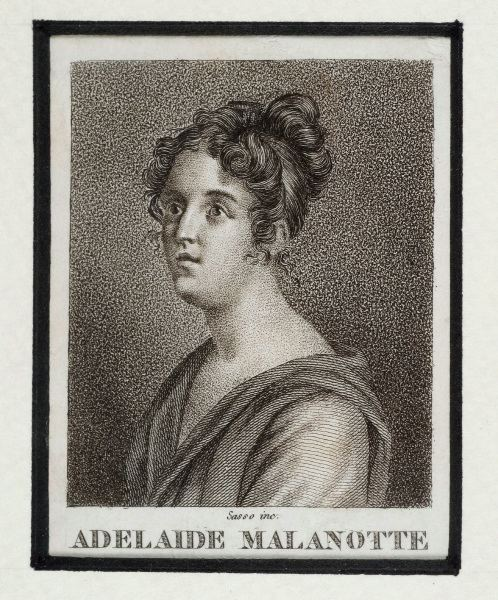
Retrat d'Adelaide Malanotte per Giovanni Antonio Sasso (c. 1810). Per a ella, Rossini va compondre la famosa cavatina Di tanti palpiti

Tancredi, opera seria, no va compensar plenament els contratemps que Rossini va haver de suportar. Malgrat el dramatisme del tema, el compositor va transformar la història a través de la música, convertint-la en una faula bucòlica i amorosa. Marca un punt d'inflexió en la seva carrera: en efecte, Rossini abandona els llargs recitatius, tradicionalment utilitzats en l'òpera seria en profit d'una declamació lírica. A més a més, el compositor va canviar el final tràgic de l'obra de Voltaire per un final feliç, segons els gustos de l'època. Sembla que una de les protagonistes, la contralt Adelaide Malanotte-Montresor, tot i gaudir d'una gran fama o justament per aquest fet, va rebutjar una ària, la de l'entrada de la prima donna. Rossini, temerós que no agradés al públic per una possible mala actuació de la diva, va fer una segona cavatina, la segona part de la qual, Di tanti palpiti, es va convertir en un dels cavalls de batalla de l'òpera. Stendhal sostenia que en el seu temps fou el passatge més cantat del món. L'èxit de l'òpera va anar creixent gradualment en el total de quinze representacions, i amb el temps va arribar a comptar amb entusiastes fanàtics.
Abans de Rossini l'òpera seria solia contenir fragments meravellosos que, tanmateix, estaven dispersos i sovint separats per quinze o vint minuts de recitatius i de tedi. Rossini va aportar a aquest gènere el foc, la vivacitat i la perfecció de l'òpera bufa.
Rossini va reescriure Tancredi per a Ferrara amb un final tràgic, més pròxim a l'original francès de Voltaire. Però al públic de Ferrara no els agradava les innovacions i volia sortir del teatre feliç, sense finals tràgics. Aquest pas en fals va ser una lliçó per al pragmàtic Rossini.

#### La primera gran òpera bufa:L'italiana in Algeri

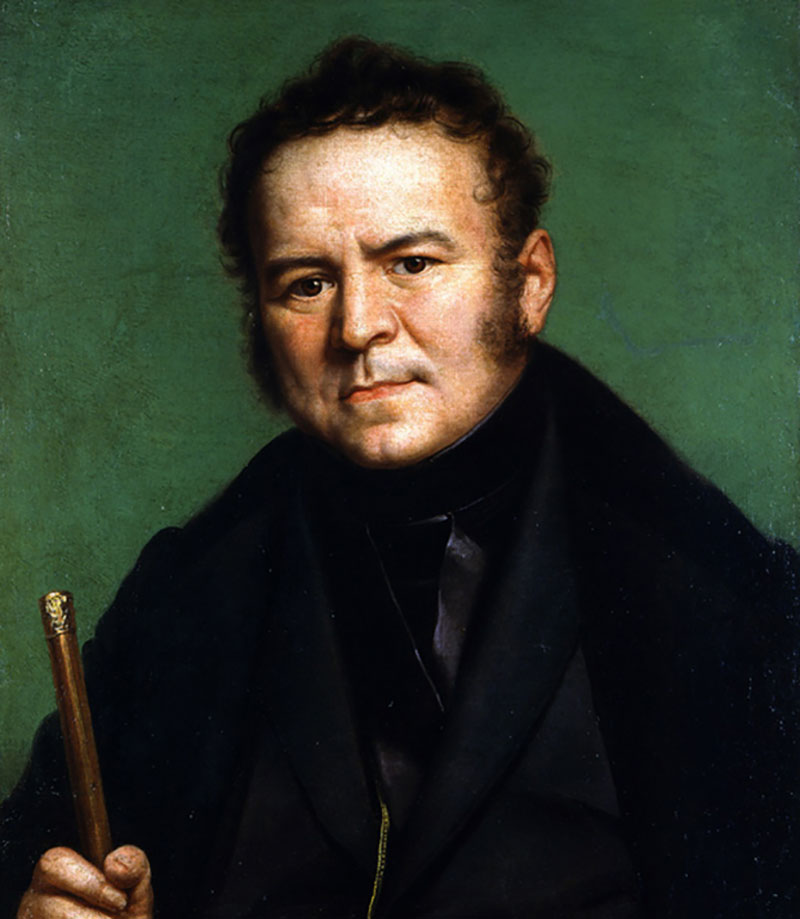
Stendhal per Louis Ducis. Stendhal va escriure la primera gran biografia de Rossini

Al cap d'un mes, Rossini torna a Venècia. El seu ritme de vida és frenètic. Entre 1810 i 1816 visitarà, per motius de treball, un nombre increïble de ciutats, detenint-se no més de dos o tres mesos en cada una d'elles. Amb aquest enrenou, el temps del qual disposava Rossini per compondre era molt escàs. Stendhal descriu com es produïen aquestes estades. En arribar, el primer eren els homenatges i festejos que podien durar fins a quinze dies. Després primer contacte amb el llibret i prova de les veus dels cantants. I per acabar, i uns vint dies abans de l'estrena, Rossini començava a compondre en mig de les xerrades amb els nous amics. Després de sopar, cantussejava les seves melodies i, de matinada, les idees més brillants les transcrivia a correcuita, sense piano, sobre trossets de paper. L'endemà feia els ajustos i la instrumentació. Anys més tard va haver de pagar un alt preu per aquest ritme de vida, amb un deteriorament físic i psicològic.

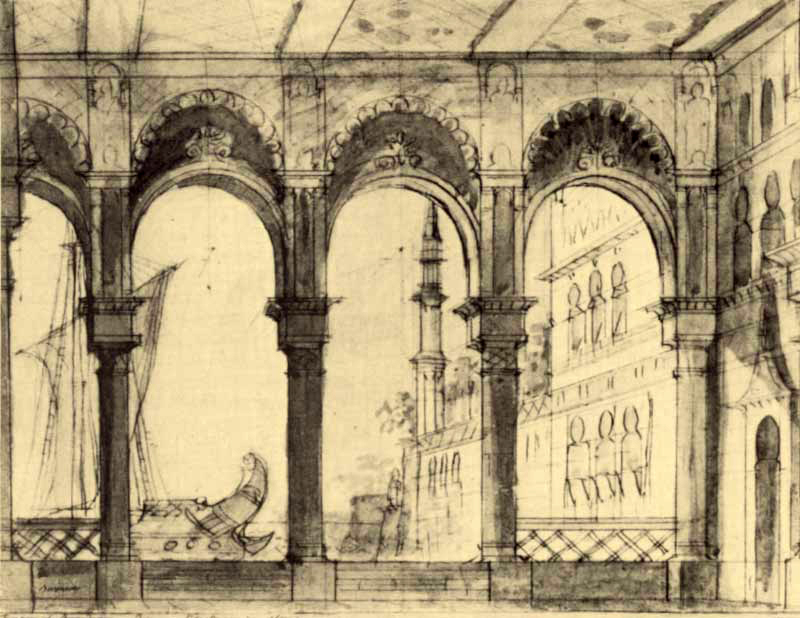
Disseny de Francesco Bagnara per a la producció de ' L'italiana in Algeri al Teatre San Benedetto el 1826

En aquest ordre de coses, l'empresari venecià Cesare Gallo li va demanar una òpera urgentment per al Teatro San Benedetto. Carlo Coccia havia fallat en la seva promesa de lliurar-li una nova òpera. La nova composició rossiniana, L'italiana in Algeri, dues hores i quart de dramma giocoso, fou composta en només vint-i-set dies, amb Gallo al seu costat donant-li pressa. Amb la Marcolini com a prima donna buffa, va tenir un èxit espatarrant. La representació es va interrompre continuadament pels aplaudiments entusiastes. El rondó del segon acte Pensa alla patria, que va gaudir d'un particular fervor i que el públic interpretava amb esperit patriòtic, Rossini va declarar haver-lo compost perquè en aquesta època la Legió Italiana s'havia cobert de glòria a la campanya de Rússia. El resultat va ser la primera obra mestra còmica de ple dret de Rossini, la primera manifestació del geni còmic de Rossini o com la va descriure Stendhal «la perfecció en l'estil de l'òpera bufa». Rossini va buidar el sac de la inventiva en aquesta òpera amb brillantíssims concertants. El grandiós finale devia causar un impacte inenarrable en el públic.
L'italiana in Algeri va suposar, al costat de Tancredi, creada a La Fenice pocs mesos abans, l'impuls que portaria al compositor a dominar el panorama operístic internacional fins a la seva retirada, el 1929. Curiosament, una altra de les obres còmiques de Rossini, La pietra del paragone no havia anat bé a Venècia. No obstant això, després de la immensa popularitat de Tancredi, hi havia una veritable gana entre el públic venecià per la música brillant i entretinguda de Rossini. Gallo es va adonar que Rossini era l'home del moment. El meravellós èxit de L'italiana in Algeri va fer que encara creixessin més les peticions dels empresaris. Però al mateix temps que creixien les lloances, hi va haver les primeres observacions verinoses sobre l'estil i formes de la seva música. Les crítiques venien sobretot de Bolonya, la ciutat que més conservava la tradició dels estudis musicals.
Després d'un petit descans a Pesaro, va tornar a la càrrega, ja que tots els empresaris volien una obra mestra del jove compositor de vint-i-un anys. Li va tocar el torn a La Scala de Milà. El 26 de desembre de 1813 estrenà Aureliano in Palmira, la primera col·laboració de Rossini amb el llibretista Felice Romani i el 14 d'agost ho fa Il turco in Italia, una altra vegada amb llibret de Romani, fou rebuda fredament pel públic de la Scala, ja que sospitaren que aquest "dramma buffo" no era més que una reelaboració de L'Italiana. Una òpera seriosa i una de còmica. Amb les dues, les coses no van anar gaire bé. Comparada amb Tancredi, Aureliano significa un cert retrocés a esquemes del passat. Rossini creu que un dels motius del poc èxit fou els excessius abellimenti i floritures que els cantants varen afegir, desnaturalitzant les àries. Per aquest motiu, Rossini pren la decisió a partir d'aquest moment d'escriure directament tots els passos vocalitzats, traient als cantants la capacitat d'improvisar. Sembla ser, però, que la va prendre de forma gradual. Sigismondo no va anar millor (Teatre La Fenice, Venècia, 26 de desembre).
El dia 5 d'abril al Teatre Contavalli de Bolonya es va dur a terme l'himne Agli Italiani amb lletra de Giambattista Giusti per celebrar l'entrada de Joachim Murat, cunyat de Napoleó, a la ciutat. Començà a compondre la música incidental per a la traducció de Giusti d'Oedipus at Colonus (Edipo Coloneo) de Sòfocles. A Bolonya, Rossini va donar classes de música a la neboda de Napoleó. Però després de la lluita contra les tropes franceses, i particularment contra el que havia esdevingut el rei de Nàpols, Joachim Murat, que havia fet un autèntic espoli d'Itàlia, i d'un aixecament que va tenir lloc a Bolonya, Rossini va compondre Inno dell'indipendenza, que va estrenar el 15 d'abril.
En aquests moments, Rossini havia arribat ja no només a ser l'indiscutible primer compositor italià, sinó que la seva fama havia creuat les fronteres europees a una gran velocitat i les seves creacions s'interpretaven a tots els teatres europeus. En aquest sentit, és significatiu que quan el Teatre de la Santa Creu va obrir les portes després de la Guerra contra Napoleó ho fes amb les millors òperes italianes del moment, i la primera fos L'italiana in Algeri, que va causar un veritable deliri.

### Rossini a Nàpols

#### Nàpols i la reforma rossiniana

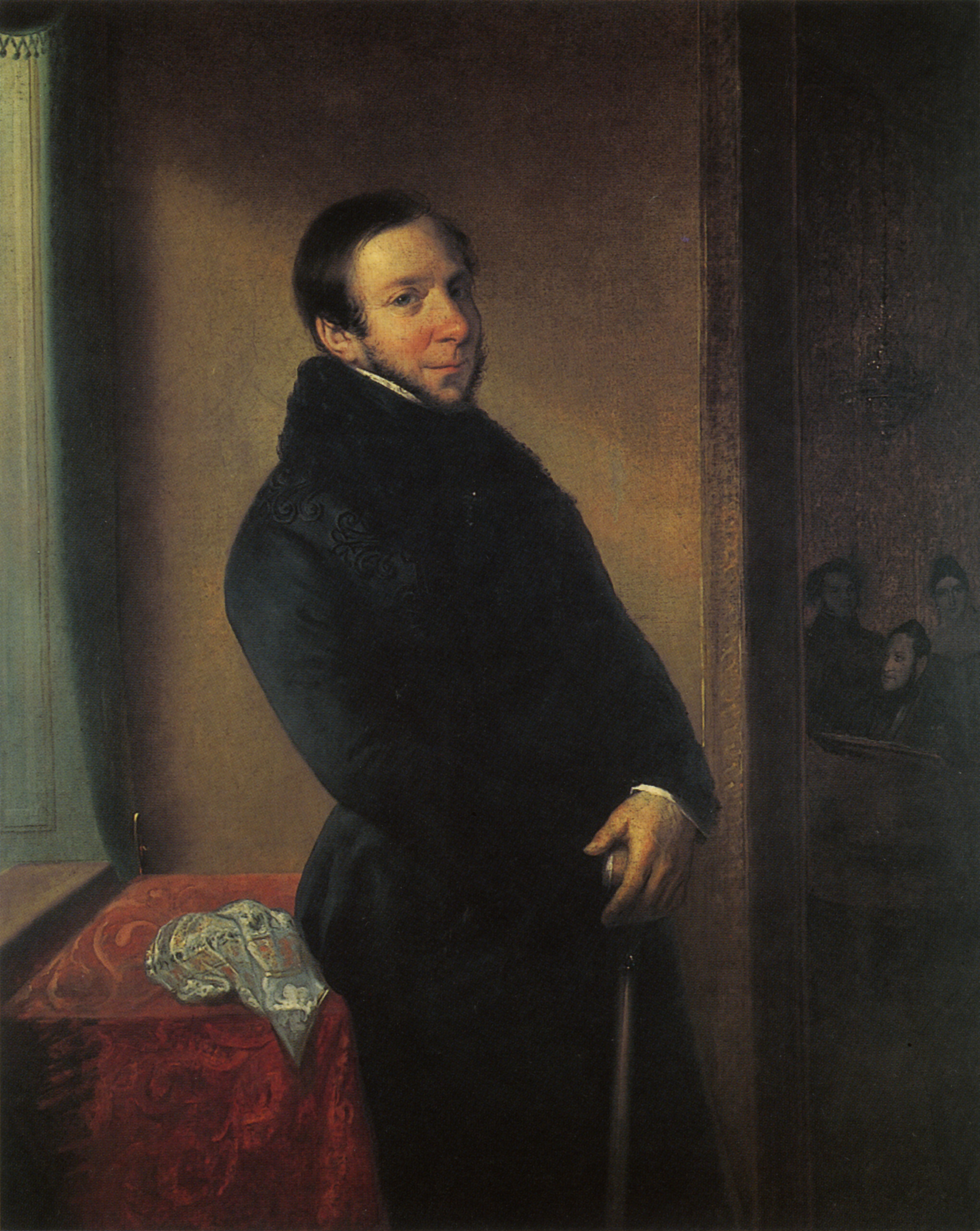
L'empresari Domenico Barbaia

L'estiu de 1815, es traslladà a Nàpols, contractat per Domenico Barbaia, l'empresari operístic més gran del moment i encarregat dels teatres reials. Rossini fou contractat com a director musical dels seus teatres. La ciutat comptava amb diversos teatres lírics, el Fondo, el Nuevo i, fins al 1820, el dei Fiorentini. El més important era el San Carlo, considerat el més gran d'Europa, amb un conjunt instrumental d'uns setanta-cinc músics i un cor ben preparat, sota la direcció d'un dels més famosos directors del moment, Giuseppe Festa.
Els termes del contracte amb Barbaia foren els següents: Rossini assumia la direcció musical dels teatres San Carlo i Fondo, amb poders també administratius, i havia de compondre dues òperes a l'any. Es podia absentar de la ciutat per a complir els compromisos que volgués, prèvia resta de les retribucions proporcionals. L'import era de 8.000 francs a l'any, més un percentatge dels ingressos. Rossini podia allotjar-se a casa de l'empresari. Per tant, la retribució era elevada però també el treball que havia de fer.

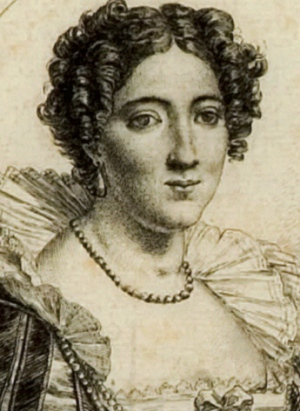
Isabella Colbran, per a qui va compondre el paper principal d'Elisabetta, regina d'Inghilterra i amb qui s'acabaria casant

A Nàpols va coincidir amb la que seria la seva futura esposa, Isabella Colbran, per a qui va compondre el paper principal d'Elisabetta, regina d'Inghilterra. S'estrenà el 4 d'octubre de 1815 al Teatro San Carlo. El clamorós èxit obtingut per l'òpera li va obrir les portes a una nova veta de creativitat que explotarà al màxim a Nàpols. Tot va funcionar de meravella i l'èxit ja es va començar a albirar en l'obertura, que no era una altra que la d'Aureliano in Palmira reforçada amb més orquestració. Altres fragments provenien també de Ciro in Babilonia.
En aquesta òpera, Rossini començava a imprimir un canvi decisiu en el gènere seriós. La part instrumental estava molt cuidada, el recitativo secco fou substituït per un d'instrumental. Una altra innovació significativa la trobem en el camp vocal, amb un major cultiu de la coloratura.
Isabella Colbran va ser considerada la millor mezzosoprano i soprano dramatico-coloratura del seu temps. Es diu que Rossini sempre tenia la veu de la Colbran "a l'orella" en crear els principals personatges femenins i que sempre la va considerar la seva musa i una de les millors intèrprets de la seva obra. Va exercir una enorme influència en la posterior producció rossiniana. Per a ella, el compositor crearà un tipus de soprano que s'arribà a conèixer com a soprano Colbran. S'ha dit que la Colbran, que no tenia gràcia per a l'òpera bufa, va ser determinant perquè Rossini s'orientés ara cap al gènere seriós. Tenia dues característiques ben precises: eren més baixos, com a tessitura, que les parts usuals de soprano, arribant a vegades a configurar-se com a mezzosoprano aguda, i des del punt de vista del virtuosisme resultaven molt exigents i amb una coloratura molt densa.
D'altra banda la seva òpera semiseria, Torvaldo e Dorliska, es va rebre amb fredor al Teatro Valle, de Roma (26 de desembre), però va impulsar al duc Francesco Sforza Cesarini a comprometre a Rossini perquè compongués una òpera còmica. Cesarini era l'empresari del Teatro Argentina de Roma, i l'obra havia d'estrenar-se la següent temporada de Carnaval.

#### L'èxit més grandiós:El barber de Sevilla

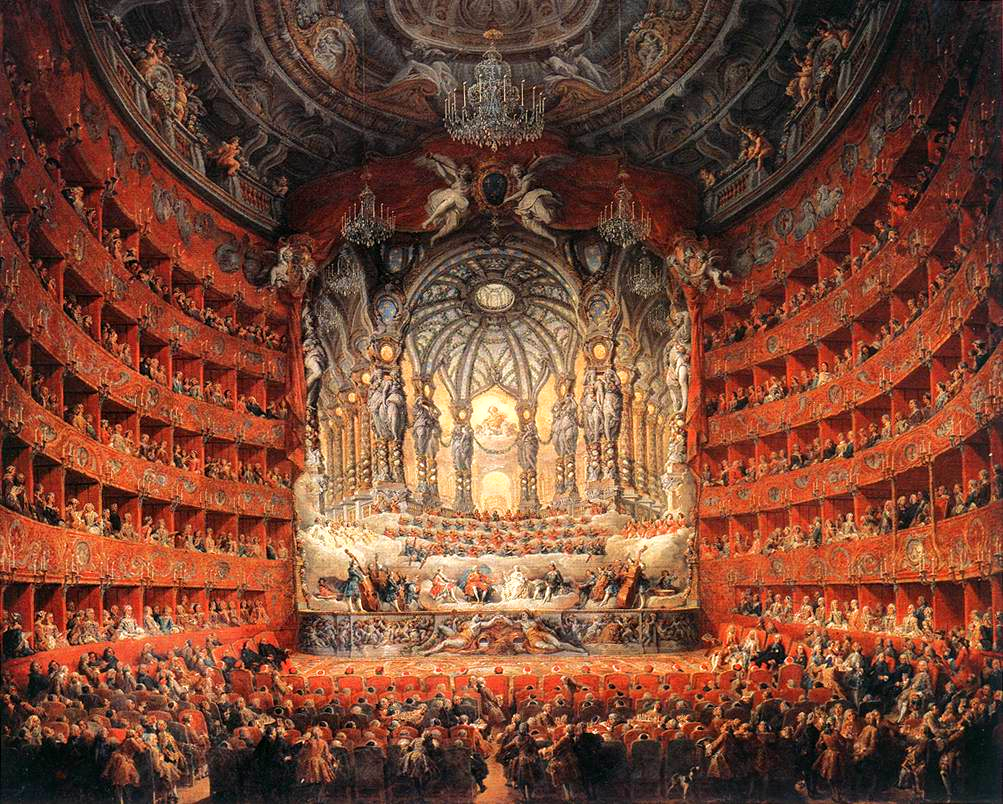
El Teatro Argentina, on es va estrenar El barber de Sevilla

El contracte amb Nàpols li atorgava uns mesos de llibertat, durant els quals Rossini s'habituà durant uns anys a desplaçar-se a Roma i estrenar-hi altres òperes seves. Fou en una d'aquestes escapades que buscant un argument que pogués ser musicat amb molta pressa, sense entrebancs de censura i per tancar la temporada del Teatro di Torre Argentina, va decidir convertir en una nova òpera el llibret de Il barbiere di Siviglia, comèdia francesa del gran i revolucionari Pierre de Baumarchais que Giovanni Paisiello ja havia utilitzat per a l'òpera i en la qual molts altres compositors també s'havien inspirat, com per exemple Mozart en Les noces de Figaro.
Però si a les versions anteriors la diversió deixa ja entreveure la melangia, la decepció de la convivència o l'esperit de revolta del mateix Figaro, al Barbiere de Rossini i el seu llibretista Cesare Sterbini el que s'imposa és l'alegre lleugeresa amb un punt d'ironia. Uns mesos abans de l'estrena havia començat una violenta campanya denigrant, que acusava a Rossini d'haver esgotat la seva inspiració. Els partidaris de l'obra de Paisiello no perdonaven que Rossini hagués triat aquest tema. A sobre uns dies abans de l'estrena havia mort el duc Sforza Cesarini, amb el que en certa manera l'espectacle havia quedat sense el seu protector.
Composta en 13 dies, va arribar el dia de l'estrena, al Teatro Argentina de Roma el 20 de febrer, amb el títol d'Almaviva. El teatre estava pleníssim, la tensió palpable. Molts espectadors havien viatjat des de Nàpols. La companyia de cant no tenia un nivell homogeni. En qualsevol cas es comptava amb la presència del gran tenor Manuel García i un bon bufo, Luigi Zambini, encara que al final de la seva carrera. La part de Rosina fou confiada a Geltrude Righetti-Giorgi, amiga de Rosini. Va rebre una acollida particularment negativa. Potser van convergir diversos factors en el fracàs de l'estrena: la novetat de la música, els incidents escènics (guitarres desafinades, cantant que cau i comença a sagnar pel nas, irrupció d'un gat sobre l'escenari...) i sobretot la presència a la sala de nombrosos enemics de Rossini, confabulats per provocar un escàndol a base de xiulits i crits. El dia de l'estrena hi va haver una tempesta de bramuls i crits, rialles i desqualificacions que no jutjaven l'obra, sinó l'actitud "irreverent" de Rossini d'haver gosat tocar un tema tan entranyable pel públic del moment.

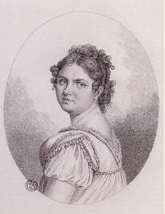
Geltrude Righetti-Giorgi

El 1823, Righetti-Giorgio va fer una famosa resposta a un article de Stendhal, titulat Cenni di una donna già cantante, sopra il Maestro Rossini.... En aquest treball tira per terra diverses anècdotes relacionades amb Rossini i dona informació interessant sobre ell i les seves obres. També inclou la seva explicació de per què l'estrena d'El barber de Sevilla fou un fracàs. Explica que els problemes van començar quan el tenor García va començar amb una serenata composta pel mateix cantant i autoritzada per Rossini. Inexplicablement mentre García afinava l'instrument el públic va començar a riure. El tenor, molest, va cantar amb poc entusiasme, provocant encara més reacció en el públic. Tampoc va agradar que la soprano responia breument al tenor en comptes de l'acostumada cavatina. L'apoteosi negativa va arribar quan tots els cantants canten una frase còmicament lenta. Des d'una llotja es va sentir: els funerals del duc Cesarini!, cosa que va provocar una irrefrenable hilaritat general.
El fiasco de la nit de la inauguració es va convertir en un èxit clamorós en actuacions posteriors. Només l'endemà, el públic va acceptar escoltar l'obra de nou i ben aviat aquesta va ser jutjada com a molt superior a la "versió" de Paisiello. Rossini va aportar alguns canvis per a la segona representació, substituint la simfonia -inspirada en temes espanyols- per a aquells de Aureliano in Palmira i d'Elisabetta, regina d'Inghilterra que els romans evidentment no coneixien. Va convèncer a García que renunciés a la seva serenata, i alguns retocs més. Rossini no va anar al teatre sinó al llit. Cap a les deu de la nit, va sentir una gran cridòria des de l'hotel. La por se li va apoderar del cos quan va pensar que la manifestació era violenta i deguda al desastre de la segona funció. Però eren els crits que se sentien des del teatre aclamant la seva obra.
No va ser fins uns mesos després, amb ocasió d'una representació al Teatro Comunale de Bolonya, que Rossini donà a l'òpera el títol definitiu de Il barbiere di Siviglia.
El dia 29 se signa un contracte amb el Teatro Valle de Roma per estrenar-hi una òpera que seria La Cenerentola. Mentre Rossini batallava a Roma per Il barbiere, un violent incendi havia destruït el Teatro San Carlo de Nàpols. Barbaia s'havia compromès a reconstruir-lo en menys d'un any, i ho va reeixir de sobres perquè ja el 12 de gener de 1817 es va poder estrenar. Malgrat tot, Rossini va voler tornar a Nàpols, segurament per retrobar-se amb la Colbran. Colbran era l'amant de Barbaia i el risc d'enemistar-se era molt elevat.
Va continuar amb dues obres més a Nàpols que ja havien estat contractades: la cantata Le nozze di Teti e di Peleo, composta per al casament del duc de Berry (Teatro del Fondo, 24 d'abril) i la primera òpera còmica que estrenà per a aquesta ciutat: La gazzetta (Teatro dei Fiorentini, 26 de setembre). També seria l'última, ja que no va agradar ni al públic ni als crítics, que van destacar la comicitat grollera i l'absurd de les situacions de l'òpera. Però hi havia peces de valor, com la simfonia inicial utilitzada més tard per La Cenerentola.

#### La innovació:Otello
Continuà els seus deures a Nàpols amb una òpera seriosa, Otello (Teatre del Fondo, 4 de desembre). Els napolitans volien òperes serias com Elisabetta. L'elecció va recaure sobre l'argument de l'Otel·lo shakespearià. La gestació va ser laboriosa. En aquells anys, tot el que era britànic feia furor entre el públic. El dramaturg anglès també estava en alça. En l'òpera original de Rossini, Otel·lo era negre, però en algunes ciutats, com Venècia o Florència, aviat se'l va transformar en europeu.
El públic va trobar massa lúgubre la trama, però va aplaudir la música. Otello incloïa una gran novetat: un final tràgic, que el compositor ja havia tractat d'imposar en va a Tancredi. El públic italià no estava preparat per aquesta innovació. Tot i així, una altra vegada en algunes ciutats com Roma, Venècia o Ancona, es va imposar el "final feliç". A part d'aquesta qüestió del final, aquest melodrama és profundament innovador i fins i tot revolucionari. Quasi no hi ha àries de personatges d'una certa importància. Abunden els duos, però falta el clàssic duo d'amor, moment obligat del melodrama seriós. Fins i tot l'esquema de les entrades de la prima donna no segueix l'esquema habitual, i més en general tots els fragments estan inscrits en un continu esdevenir de l'acció dictat per la presència massiva de recitatius obligats i airosi.
El guió musical també és original. Sobretot el final és molt eficaç en la seva concisió. En comptes dels tradicionals dos actes, en té tres. Els diversos estadis emocionals estan graduats per tal d'arribar al tercer acte. Meyerbeer va dir que aquest tercer acte havia desencadenat un entusiasme sense precedents des de feia vint anys, i que havia adquirit a Venècia una fama molt sòlida. Aquesta consideració va planar per tot el segle xix fins que l'Otello de Verdi ho va canviar.

#### L'última òpera còmica:La Cenerentola
Incansable davant la necessitat dinerària i les exigències dels empresaris, de trajecte entre Nàpols, Roma i Milà, el 1817 va produir tres variades obres mestres: La Cenerentola, que es posa en escena a Roma (Teatro Valle, 25 de gener), La gazza ladra, una important òpera semiseria, a Milà (La Scala, 31 de maig), i Armida a Nàpols (San Carlo, 9 de novembre) amb la Colbran una vegada més en el paper protagonista.
La Cenerentola havia d'estar llesta abans del desembre però els compromisos amb Nàpols, sobretot Otello, la van retardar. A més a més, la censura va obligar a canviar el llibret. La censura romana va arribar fins a tal punt que va imposar que la Ventafocs donés un braçalet al Príncep per identificar-la, en lloc de perdre la clàssica sabata, perquè una dona no podia descalçar-se en escena sense provocar un notori escàndol públic. Una altra vegada les presses van obligar a Rossini a treballar intensament en només vint-i-quatre dies, amb l'ajuda del mestre Luca Agolini i de la reorquestració d'alguns passatges, i sense que ningú el pogués molestar.
Al Teatro Valle de Roma, la companyia de cant no era excepcional, amb l'excepció de la Righetti-Giorgi. Amb aquest gènere comico-sentimental, la vocalització rossiniana marca un retorn al contralt (o mezzosoprano) àgil, amb un paper d'extremat compromís. El personatge principal, Angelina, és contralt. En general tots els cantants tenen papers difícils, cosa que explica el nerviosisme de l'estrena. Malgrat tot, l'òpera va ser un èxit immediat. Cada dia posterior a l'estrena va agradar més, i es va reposar vint vegades durant la temporada. La seva difusió va ser ràpida per tota la península italiana.
La Cenerentola representa un moment significatiu en la carrera de Rossini. Es tracta gairebé de l'última òpera còmica que va compondre. Realment és de tall sentimental, però en qualsevol cas tots els seus nous treballs van ser seriosos o semiseriosos. Lentament el gust del públic italià anava canviant sota la influència alemanya i austríaca. Entre 1814 i 1817 a Milà s'havien representat les principals òperes de Mozart.

#### Milà:La gazza ladra
Les quatre grans òperes de Rossini (Elisabetta, Otello, Il baribiere i La Cenerentola) encara no s'havien representat a Milà. L'expectació era enorme, però el clima enverinat per la premsa local no era favorable al músic. Van arribar a Milà cap a la fi de febrer. Rossini es va dedicar a la vida social i a la seva nova òpera  La gazza ladra. Quan va arribar, el llibret ja estava enllestit i va disposar aquesta vegada de més de tres mesos per la seva composició, tot i que no deixà el costum d'escriure l'obertura l'última nit. Aquesta tranquil·litat es va notar en què no va haver de recórrer a autoplagis i per la unitat més gran del treball.
Al contrari de la font teatral, el llibret rossinià se situava dins del gènere semiserio, que el músic ja havia utilitzat a Torvaldo e Dorliska. Les característiques d'aquest gènere, que a França es coneixia com a opéra comique à sauvetage, residien en una trama seriosa i sentimental però amb els elements còmics i un final feliç. Altres elements específics eren l'ambient agrest de tipus feudal i un sabor gairebé de faula. Normalment també hi havia una noia jove i humil, assetjada per un noble prepotent, i en general la víctima era acusada injustament. Comparat amb el francès, el model italià era més sentimental i patètic.
La gazza ladra es va estrenar a la Scala de Milà el 31 de maig de 1817 amb un públic molt predisposat a xiular, segons explica Stendhal, però que de seguida va mostrar un consens unànime a favor de l'obra de Rossini. Es va mantenir a La Scala durant vint-i-set dies i després es va estendre per altres ciutats, entre elles Nàpols i París. L'òpera va agradar, però els crítics milanesos van empènyer els corrents oposats als músics. La polèmica es va estendre per tot Itàlia i va continuar a través dels anys, fet que contribuirà a eclipsar gran part de la seva producció, massa "alemanya" i innovadora pels nostàlgics del passat, i massa ancorada en els esquemes belcantistes pels romàntics, que es van acabar imposant. Malgrat la inconsistència del drama, va ser molt popular durant tot el segle xix. Amb el temps, La gazza ladra es va convertir en el cavall de batalla dels romàntics italians i en el blanc dels nostàlgics del classicisme.
En aquest moment, en aparença, Rossini era un jove geni que distribuïa bona música per a tots els teatres importants d'Itàlia. Però en el fons, i com s'evidenciarà més tard amb una sorprenent rapidesa, era un home angoixat, obligat a una creació febril, sense pauses, i amb un esforç psíquic i físic constant.
Roma també va veure la primera actuació d'Adelaide di Borgogna (Teatro Argentina, 27 de desembre). El fracàs fou estrepitós. Segurament el músic estava esgotat després d'una etapa tan intensa amb la composició de tres òperes de gran nivell: La Cenerentola, La gazza ladra i Armida, les dues últimes particularment elaborades. A més va comptar amb molt poc temps, però la remuneració romana va induir-lo a acceptar.

#### Una certa fatiga:Mosè
El 27 de gener de 1818 torna a Nàpols i immediatament reinicia el treball per Barbaia. Un mes més tard va estrenar l'òpera sagrada Mosè in Egitto (San Carlo, 5 de març), que fou un enorme èxit amb la Colbran i Nozzari en els papers principals. L'elecció d'un tema bíblic era una novetat per a Rossini. Les òperes estaven prohibides durant la quaresma, i des de feia segles que s'aprofitava per impulsar els arguments de caràcter sagrat. Molt similars als oratoris, es diferenciaven per tenir una forma dramàtico-narrativa. És per aquest motiu que de vegades es parla de Mosè com si fos un oratori.
Malgrat considerables problemes en l'escenografia dels primers dies, Mosè va anar millorant en les successives funcions i un mes més tard la premsa parlava de triomf. Però el seu èxit complet no arribarà fins a la seva reposició del 7 de març. El llibret va ser modificat i s'hi va afegir la pregària Dal tuo stellato soglio que va agradar molt, es va fer molt famosa en molt poc temps, però pel seu caràcter monotemàtic revela una certa fatiga en la capacitat compositiva de Rossini. La premsa i el públic començaven a demostrar l'existència de dues faccions: els que trobaven la seva música gran, commovedora i melodiosa, amb uns cors nombrosos que entusiasmaven, i els nostàlgics dels vells temps per a qui Rossini era massa "alemany" amb la seva harmonia pesada. Mosè incorpora notables innovacions vocals, la més important és la d'haver elevat el rang de protagonista absolut al registre de baix.
Després d'una petita estança a Pesaro per representar La gazza ladra, es traslladà a Bolonya l'agost de 1818 per veure la seva família. Allà va rebre l'encàrrec de Diego Ignazio de Pina Manique, inspector dels teatres portuguesos, per escriure l'òpera en un acte còmic Adina. L'òpera no es realitzarà fins al 12 de juny de 1826 (Teatro Nacional de São Carlos, Lisboa).
Al setembre torna a Nàpols. El 3 de desembre Ricciardo e Zoraide es posa en escena al San Carlo amb un triomf impressionant. També va agradar a altres ciutats però no va tenir la longevitat d'altres òperes. En aquesta òpera, que oscil·la entre el gènere serio i semiserio, Rossini va intentar contentar en part als seus detractors. Almenys, s'hi observa la intenció de donar més relleu a les veus i de simplificar l'acompanyament. Però tampoc hi manquen novetats, sobretot pel que fa a la forma de la simfonia de l'obertura i a la presentació dels preludis i postludis instrumentals. També accedeix a una major presència d'àries i cavatines.
El 27 de març de 1819 estrena Ermione al San Carlo. Fou un fracàs total i no es va tornar a representar ni a Nàpols ni a cap més lloc. El públic no va apreciar el conjunt del treball de caràcter "francès" amb predomini de les declamacions i amb una gran llibertat en les estructures dramàtico-musicals. Tornava a la "provocació" d'un final tràgic que ja no havia funcionat a Tancredi i Otello. Posteriorment Ermione s'ha observat com una avantsala d'un Romanticisme aspre, xocant i passional, present en òperes posteriors com Norma de Bellini, Lucia di Lammermoor de Donizetti i Macbeth de Verdi.
Encara no havia passat un mes de la darrera estrena que el Teatre San Benedetto de Venècia va posar en marxa l'Eduardo e Cristina (24 d'abril de 1819). No fa falta dir que comptava amb un munt de parts reaprofitades d'altres òperes del compositor. El resultat però fou espectacular, i les funcions duraven molt més per culpa de les repeticions que reclamaven els espectadors.

### L'etapa grisa

#### Preromanticisme:La donna del lago

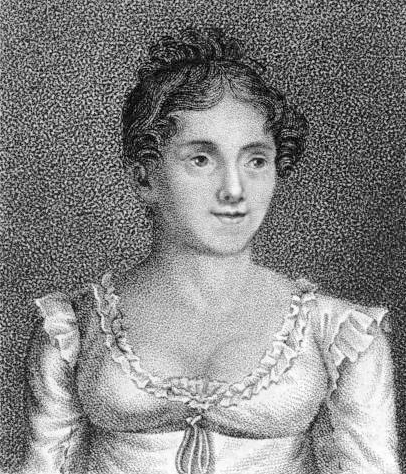
Benedetta Rosmunda Pisaroni per Giovanni Antonio Sasso. Fou la contralt que va crear el paper de Malcolm Groeme a La donna del lago

Basada en un poema de Walter Scott, La donna del lago albira ja una època preromàntica que després de passar per la literatura i la pintura, arriba a la música: a Itàlia amb Rossini i, de l'altre costat dels Alps, amb Beethoven, Weber i Franz Schubert. A principis de setembre ja la tenia acabada, però no s'estrenà al San Carlo fins al 24 de setembre de 1819. Van participar Isabella Colbran, Benedetta Rosmunda Pisaroni i Giovanni David. La primera representació va passar amb indiferència, però a partir de la segona nit el públic la va gaudir i l'òpera va anar esdevenint popular.
És un drama amb forts tints fabulosos, ric en moments lànguids i sensuals, als que contribueix el registre de contralt d'un dels protagonistes, Malcolm. Rossini segueix explorant en horitzons expressius desconeguts. Si bé persisteixen elements del Classicisme, Rossini introdueix els corns, arpes, cors de bards i caçadors, i les formes vocals que predominen són les romances i fins i tot la cançó. Les melodies, molt adequades a l'acció dramàtica, confereixen a l'ambient una sensació de son i irrealitat. La qualitat de la partitura és la que atorga interès al conjunt, des de la primera ària Oh matutini albori de la protagonista, que travessa un llac misteriós enmig d'altes muntanyes sobre una barca. L'ària final ornamentada i preciosista de la protagonista, Tanti affetti in tal momento, corona l'obra amb una de les grans creacions rossinianes, on es combinen la gràcia rítmica amb la troballa melòdica.
Rossini es desplaça a Milà per representar-hi la seva nova òpera Bianca e Falliero, a La Scala, el 26 de desembre de 1819. Segons Stendhal, els italians només volien escoltar les seves òperes. De fet, per aquestes dates disset teatres estaven representant òperes rossinianes, i altres set a l'estranger. Com era habitual, Bianca no va començar bé però es va anar consolidant amb el pas dels dies fins a arribar a les trenta-nou representacions. No va agradar la falta de música original i que el cant estigués excessivament fragmentat per la coloratura. Tampoc va entusiasmar la mescla de gèneres serio i bufo. Però el públic se sentia fascinat per la música.
La revolució de Nàpols, el juliol de 1820, va obligar-lo a allistar-se a l'exèrcit, però els seus caps, com que no van veure en ell les qualitats d'un soldat, el van trametre de tornada a la composició. Fou llavors quan va compondre la Missa de Glòria, considerada en el seu moment profana pel seu caràcter operístic, però és precisament aquesta característica la que encara avui dia constitueix la fascinació d'aquesta obra, amb la rica invenció melòdica, la partitura de caràcter belcantista i el color de l'acompanyament musical. Es va presentar per primer cop a l'església de Sant Ferran de Nàpols.
Malgrat el llarg període que Rossini va dedicar a la seva nova composició, Maometto II no va aconseguir ser un èxit (San Carlo, Nàpols, 3 de desembre). Amb un tema força semblant al de Tancredi, el de les lluites entre musulmans i cristians, narrada d'una manera encara clàssica. El públic va trobar a faltar la simfonia de l'obertura i el final feliç. Tampoc va passar inadvertida la preeminència quasi absoluta de les peces de conjunt sobre les solistes, instrumentades formalment segons els cànons tradicionals, però inscrites a fons en l'acció dramàtica. Mentre el públic demostrava ser incapaç d'apreciar un melodrama d'aquesta factura, la crítica van començar a intuir que l'estil de Rossini s'encaminava a una profunda transformació. Sigui com sigui, Maometto no va tornar als escenaris napolitans. Es va tornar a presentar en altres escenaris, com Venècia, però amb una obertura simfònica i un final feliç. Anys més tard, Rossini la va transformar en Le Siège de Corinthe (1826), que és la forma com sol aparèixer en els escenaris avui dia.

#### Última etapa romana:Matilde di Shabran

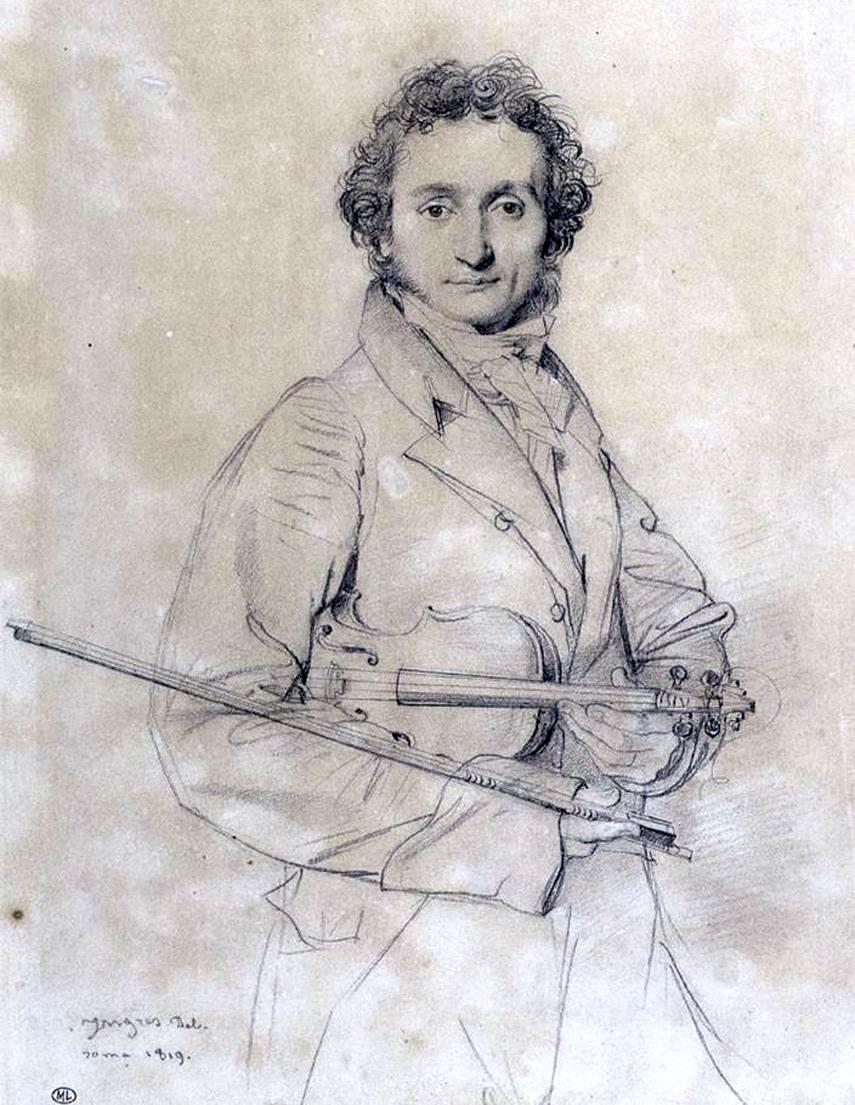
Retrat del gran violinista Niccolò Paganini, director de l'òpera Matilde di Shabran en la seva estrena a Roma el 24 de febrer de 1821

L'última visita de Rossini a Roma fou el 1821 i està marcada per l'estrena de Matilde di Shabran (Teatro Apollo, 24 de febrer). De nou amb les presses provocades per l'endarreriment del llibret, va haver de recórrer a l'habitual tràmit d'utilitzar música no del tot original i acceptar l'ajuda del seu jove col·lega Pacini. També hi va haver contratemps amb el director de l'orquestra, Giovanni Bollo, que va caure malalt aquells dies. Aprofitant casualment l'estada a Roma en aquell moment del gran violinista Niccolò Paganini, Rossini el va proposar com a primer violí, i aquest va acceptar amb molt de gust. Dins del gènere de l'òpera semiseriosa, va tenir molt bona acollida i va ser popular a Europa durant tot el segle xix.
Unes llargues negociacions amb la Deputazione dei Teatri di Roma per a una nova òpera còmica per la temporada de carnaval de 1821-1822 no van concloure bé. El mateix any va visitar Viena per a la representació de Zelmira, que s'acabava d'estrenar a Nàpols. A la capital austríaca va conèixer Beethoven, amb el qual va ser incapaç d'establir relacions cordials, potser a causa de la sordesa i la dolenta salut del compositor alemany.

#### Última etapa napolitana:Zelmira
A partir de desembre de 1821, Barbaia va començar a gestionar dos teatres vienesos. L'empresari va fer comprometre a Rossini per a una gira per la capital austríaca, Londres i París. La fi del període napolità està arribant, per causes econòmiques, polítiques i un desencís important del compositor en veure que durant tot l'any 1821 el San Carlo no li havia estrenat cap obra. Barbaia va esperonar a Rossini a escriure una òpera per a Viena. L'agraïment de Rossini cap a Nàpols, la Cort i el seu públic, va concloure amb l'estrena de l'òpera que va escriure per a Viena, una fabulosa Zelmira, que en la nit de la seva estrena (Teatro San Carlo, 16 de febrer) va ser acollida triomfalment. En l'última de les deu representacions (el 6 de març), el rei va assistir per homenatjar al compositor i a la fantàstica companyia de Barbaia, amb la Colbran, a punt del seu total declivi, assumint el rol de Zelmira, Andrea Nozzari com a Antenore, Giovanni David com a Ilo, Michele Benedetti com a Leucippo, Antonio Ambrosi com a Polidoro i Teresa Cecconi com a Emma. Al clavicèmbal el mateix Rossini i com a primer violí i concertador Giuseppe Festa.

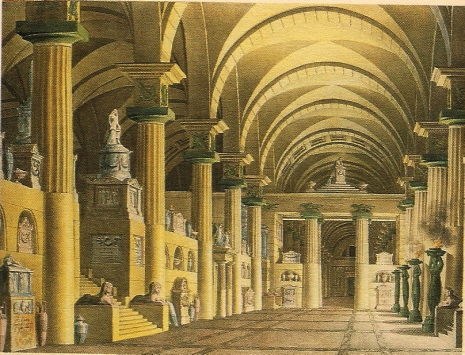
Escenografia del mausoleu per a l'òpera Zelmira (litografia de Pasquale Canna, 1771 - 1830)

Amb Zelmira, Rossini es va esforçar a crear números nous de qualitat i a instrumentar la partitura amb una cura especial per tal de dissipar la mala impressió que causaven les seves òperes fetes de «retalls» de les temporades anteriors. Amb Zelmira, Rossini no va regatejar esforços per reconquerir la part del prestigi perdut i així es tanca el període obscur del compositor. De fet, aquesta òpera ja fou composta pensant en el públic vienès. Les crítiques, entusiastes, varen destacar l'estructura sòlidament clàssica del llibret, amb una individualització més gran de les peces i pel final feliç.
Zelmira suposa la fi de la prodigiosa i fructífera estada del compositor a Nàpols, on amb l'empresari Barbaia i sota la protecció de la Cort dels Borbons, va estrenar deu òperes. Són més de sis anys d'esgotadora activitat, si també tenim en compte que a part de les napolitanes, va estrenar altres nou òperes a Roma, Milà, Venècia o Lisboa. Rossini va començar a alentir la seva feina compositiva a partir d'aquest moment, i aquesta va ser l'única òpera que va escriure el 1822.

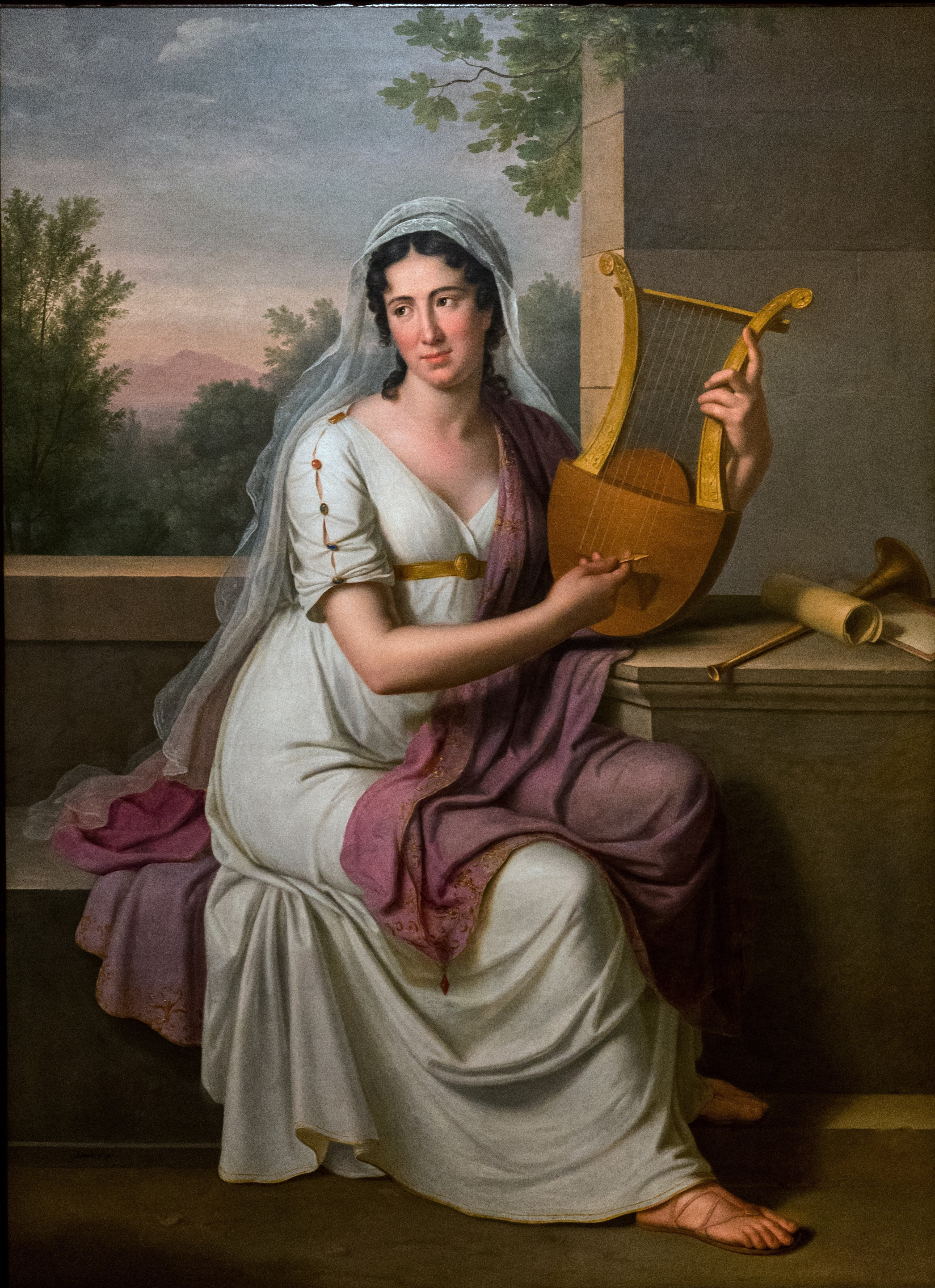
Isabella Colbran, per a qui Rossini va crear deu rols principals des de 1815 a 1823. Es va casar amb Rossini el 16 de març de 1822 a Castenaso

Rossini es casà amb Isabella Colbran el 16 de març de 1822 a l'església de la Vergine del Pilar de Castenaso, prop de Bolonya. Viatjà a Viena amb ella i la companyia d'òpera de San Carlo, Nozzari, David i l'ègida de Barbaia, i el 13 d'abril Zelmira es tornà a representar al Kärntnertortheater, seguit de reposicions d'altres òperes seves en un festival només dedicat al compositor. L'èxit, malgrat que l'estat vocal de la Colbran va ser grandiós i creixent durant les vint-i-una representacions fins al 20 de juliol. A Viena el rol d'Emma va ser interpretat per Fanny Eckerlin, cantant molt famosa a la capital austríaca i de gran bellesa, per qui Rossini va escriure la bellíssima ària del segon acte Ciel pietoso, ciel clemente.
L'èxit de Zelmira va comportar una gran irritació per part dels compositors alemanys que veien com el públic vienès es lliurava del tot a festejar Rossini i les seves crea creacions.
Després d'una curta estada a Bolonya, al desembre, és convidat pel príncep Metternich a Verona amb motiu del Congrés de les Nacions i va escriure quatre cantates (La santa alleanza, Il vero omaggio, L'augurio felice i Il bardo). En anys posteriors aquestes cantates resultaran bastant compromeses, exposant el compositor a acusacions de ser un reaccionari.

### L'última etapa: d'Itàlia a París

#### L'última òpera italiana:Semiramide
Semiramide, amb llibret de Gaetano Rossi (Teatro La Fenice, Venècia, 3 de febrer), porta la carrera italiana de Rossini a una conclusió triomfant el 1823. És una de les òperes de Rossini que més reptes vocals planteja. Un exemple clar del belcantisme d'una impecable factura orquestral i vocal, és l'òpera de l'adéu a Itàlia de Rossini en part per la tèbia acollida que els venecians van dispensar a aquesta obra que potser és la més completa del catàleg rossinià i la que més demostra la naturalesa dramàtica de l'autor.
Rossini va cuidar amb especial atenció la qualitat de la música de Semiramide i, navegant en certa manera a contracorrent, va crear amb aquesta òpera una veritable apoteosi del cant ornamentat, retrocedint al bel canto d'estil galant de tal forma que es fa difícil de creure que sigui una òpera composta l'any 1823, a les portes del Romanticisme. L'esplendor vocal es basa en tres personatges que han de dominar la coloratura a la perfecció: la soprano, la mezzosoprano i el baix. L'encadenament d'escenes en què els personatges centrals canten a duo, recorrent d'un extrem a l'altre les seves respectives tessitures amb totes les ornamentacions imaginables, configuren la música més fascinant que s'hagi escrit dins dels paràmetres del bel canto. Cal afegir als elogis, les àries que tenen la soprano (Bel raggio lusinghier, justament famosa en els annals de l'òpera del segle xix i encara coneguda en el segle xx), la mezzosoprano i el tenor, a més de les grandioses escenes concertants.
Però el públic venecià no va saber apreciar les qualitats musicals de Semiramide, i Rossini, que ja ho tenia pensat després de l'èxit obtingut a Viena, va emprendre un llarg viatge per Europa per abandonar Itàlia, on els compositors encara eren «esclaus» dels empresaris, treballaven a preu fet, de pressa i amb menors compensacions econòmiques.

#### Els viatges: Londres i París
Després d'una breu visita a París, on fou molt ben rebut, és convidat a Londres per Giovanni Battista Benelli, empresari del Teatre del Rei, per dur a terme algunes de les seves òperes i compondre'n una nova. A Anglaterra, la seva presència desvetllà un entusiasme desbordant. El rei Jordi IV el va convidar al seu palauet de Brighton i Rossini va tocar el piano i va cantar, segons es va dir amb una notable veu de baríton, la part de Fígaro del seu Barbiere. Durant el viatge va embutxacar-se grans sumes de diners dels nobles que volien el caprici de tenir el compositor més famós del món a casa seva per fer concerts.
A Londres, les òperes del compositor atreien multituds, amb l'únic punt fosc de l'estat vocal decadent d'Isabella Colbran, la seva dona, que ja no estava en condicions de fer brillar les òperes de Rossini.
Sembla que Rossini va projectar una o dues òperes que s'havien d'estrenar a la capital anglesa. Una hauria d'haver estat Ugo, re d'Italia, però la fallida de la gestió el 1824 l'obliga a abandonar Londres i tornar a París. No hi ha rastre d'aquesta òpera i aquest és un dels grans misteris de la producció de Rossini. Com a curiositat, el 9 de juny de 1824, a Londres, va cantar la part de tenor d'Apollo en la seva cantata Il pianto delle Muse in morte di Lord Byron.

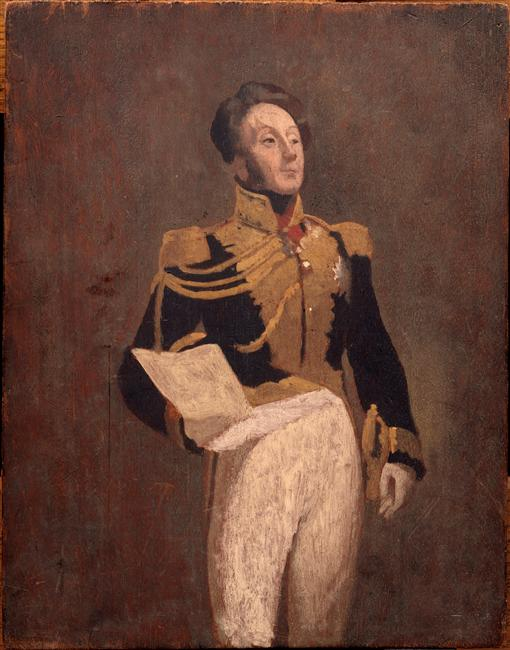
Sosthène de La Rochefoucauld, director de les Belles Arts amb Carles X de França, que va contractar a Rossini com a director musical del Théâtre Italien de París el 1824

De retorn a París, Rossini fou festejat per tots costats. Les seves òperes havien arribat al cim de la popularitat. El 26 de novembre de 1824 és nomenat Directeur de la musique et de la scène del Théâtre Italien de París. Es va instal·lar al número 2 del carrer Chaussée d'Antin, on abans hi havien viscut Grimm i Mozart. Hi va viure durant més de vint anys.

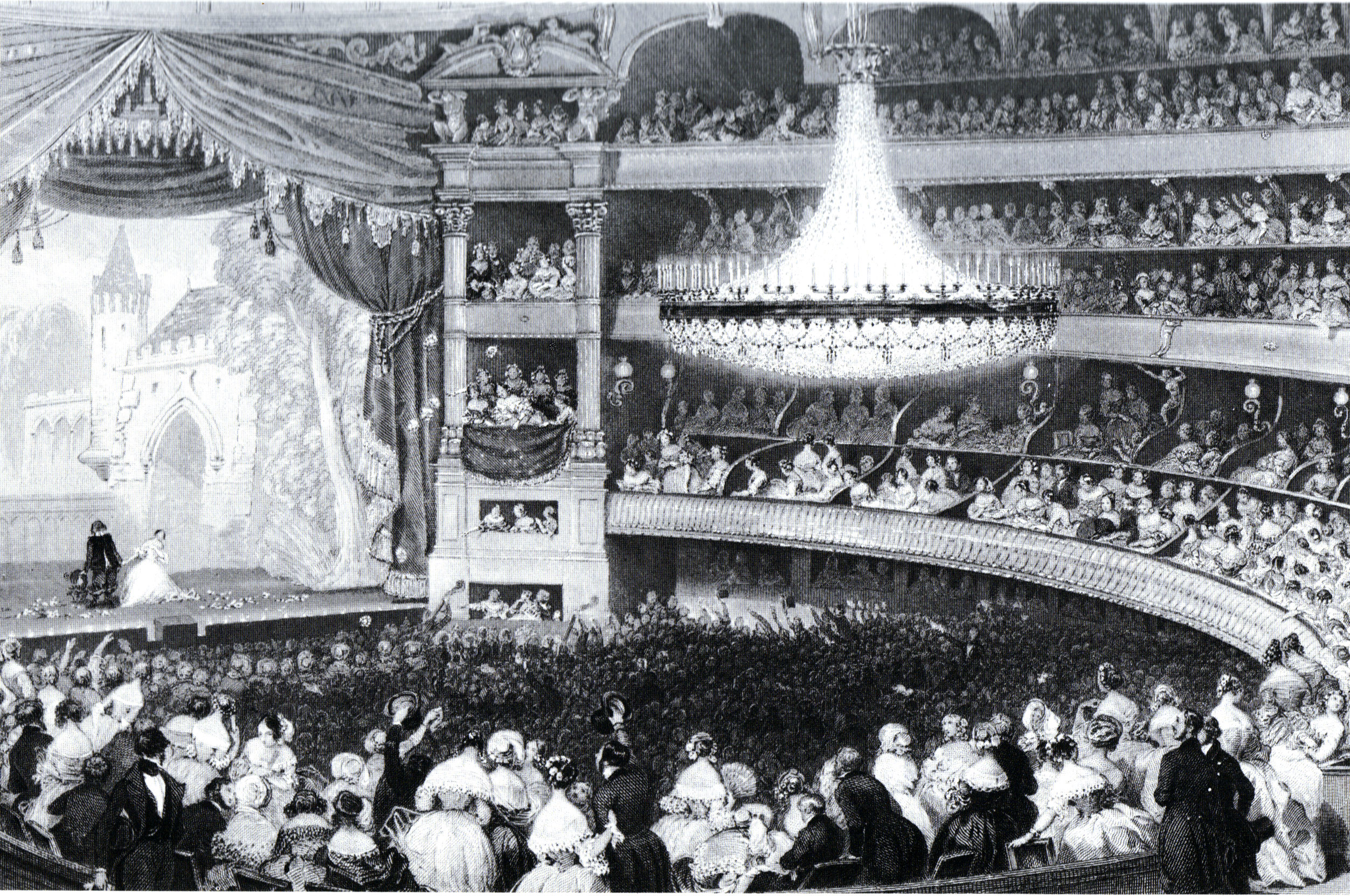
El Théâtre Italien al voltant de 1840

Per què es va instal·lar a París, una ciutat en aquell temps poc musical? Si bé no el lligava res a Pesaro, d'on la seva família va marxar quan ell tenia cinc anys, ni a Milà, que va xiular Il turco in Italia, ni a Roma, que es va carregar totes les seves estrenes, tampoc era molt lògic que es decidís per París. La culpa la va tenir el vescomte Sosthène de La Rochefoucauld, mecenes que li va oferir una suma esbojarrada per l'època, 40.000 francs anuals, per dirigir el Théâtre Italien i estrenar cada any una opereta i una òpera.
Només arribar, va compondre Il viaggio a Reims que fou estrenada el 19 de juny de 1825. Aquesta òpera còmica amb caràcter de cantata escènica sorgeix per celebrar la coronació de Carles X de França, un esdeveniment que també té un lloc en la mateixa òpera. Rossini va reunir els principals cantants de l'època, escrivint música per mostrar cada un d'ells en la seva millor brillantor. Va tenir un repartiment immillorable a l'Europa del moment, que era el mateix que dir del món: Giuditta Pasta, Laure Cinti-Damoreau, Ester Mombelli, Adelaida Schiasetti, Domenico Donzelli, Nicolas-Prosper Levasseur… Després de la primera representació davant de la família reial, hi va haver dues representacions públiques el 23 i 25 de juliol i una quarta el 12 de setembre i ja no es tornà a parlar de Il viaggio.
Il viaggio destaca, entre altres obres del compositor, per la quantitat de concertants que reuneix, fent gala d'un extraordinari domini de l'escriptura polifònica en jugar ni més ni menys que amb tres sopranos, una contralt, dos tenors, quatre barítons i quatre baixos. Un elenc que resulta ser tot un rècord. Tan sols es va representar tres vegades en l'estrena.
Però l'extraordinària capacitat de creació de Rossini sembla haver minvat molt. Segurament comença a notar els efectes d'una sífilis que se li manifestaria amb molta virulència els anys següents. Aleshores va preferir oferir versions en francès millorades i revisades, amb la incorporació també dels ballets de rigor que exigia l'Opéra, d'alguns dels seus èxits italians. Així, el 9 d'octubre de 1826 es va presentar al Théâtre de l'Académie Royale de Musique (l'Opéra), Le Siège de Corinthe, una revisió radical de Maometto II, que fou rebuda amb entusiasme. Conserva la complexitat de l'original i el final tràgic. Entre els intèrprets van destacar la soprano Laure Cinti-Damoreau i el tenor Adolphe Nourrit. L'orquestra va ser dirigida per François-Antoine Habeneck.

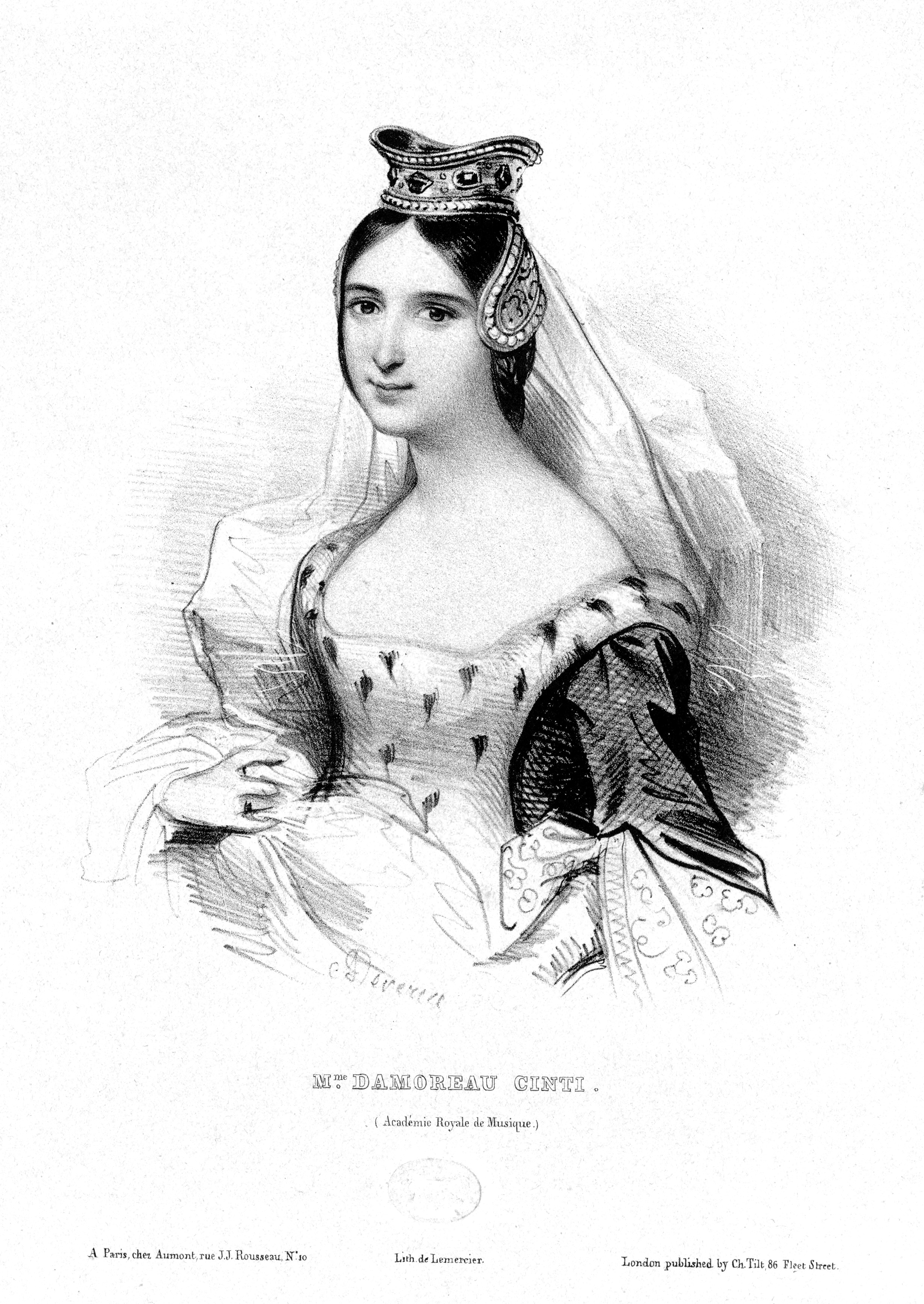
Laure Cinti-Damoreau, soprano que va crear el paper de Pamira a Le Siège de Corinthe

Una setmana més tard, acabava el contracte de Rossini com a director del Théâtre Italien i no fou renovat. El rei francès, per assegurar la seva presència a París el nomenà compositor reial i inspector general de cant de les institucions musicals franceses, amb una nòmina de vint mil francs anuals. Això li obre les portes de l'Opéra, que li va oferir un contracte per deu òperes.
Just abans de la triomfal estrena de Moïse et Pharaon (Académie Royale de Musique, París, 26 de març de 1827), Rossini va quedar profundament afectat per la notícia de la mort de la seva mare. L'èxit de Moïse no alleujarà el seu dolor. Rossini havia afegit acte i revisat completament la partitura de Mosè in Egitto. En aquesta obra aconsegueix un equilibri força harmoniós entre l'elegància italiana, la seva antiga facilitat melòdica i les meditades i grandioses harmonies de la tragèdia francesa, amb majestuoses declamacions, gran orquestra i absència total de cant ornamentat.
A la primavera, Rossini ho tenia tot a punt per posar-se a treballar en una nova òpera, de la qual ja havia triat el tema: Guillem Tell. No obstant això, amb ganes de guardar i reciclar algunes parts de la música que havia compost per a Il viaggio a Reims, proposa Le Comte Ory (Académie Royale de Musique, París, 20 d'agost de 1828), amb llibret de Scribe i Delestre-Poirson. Però no deixaven de ser revisions de la gràcia bufa rossiniana en incorporar-hi l'elegància francesa, segurament per amagar el seu estat de salut.

#### L'últim esforç:Guillaume Tell
A principi del 1829, Rossini s'instal·la al camp, a casa del seu amic el banquer Aguado, buscant tranquil·litat convençut que havia de fer un esforç per presentar una obra que fos veritablement de nova creació. La tasca li va resultar ingrata i dura, però va tirar endavant una extensíssima partitura. Lentament comença a compondre, per a l'Opéra, Guillaume Tell, una vasta òpera de cinc hores de durada, que es desenvolupa al llarg de quatre immensos actes que van aclaparar un públic que el dia de l'estrena va comprendre que es trobava davant d'una obra mestra, però no sabia com reaccionar davant de tanta quantitat de música. Amb els corresponents ballets i amb escenes de multituds, comptant amb els grans mitjans de l'Òpera de París, Rossini va crear la primera òpera de gran espectacle que caracteritzaria a partir d'ara les produccions d'aquesta institució: la grand'opéra, seguint el camí que havia traçat Auber amb La Muette de Portici i a partir d'aleshores Meyerbeer.
A diferència d'altres obres, aquesta òpera no la va escriure a correcuita, sinó que la va treballar acuradament, potser per què pressentia que seria la seva última obra escènica. En tot cas, Guillaume Tell ens presenta, més que una immensa multitud d'àries, peces més extenses i durables, entre les quals es destaquen les grans àries dels protagonistes. Entre totes brilla amb llum especial la de Mathilde Sombre Forêt, pel seu encant poètic i la seva bella melodia.
Durant els assajos de l'obra, Rossini aprofita la seva posició de força per negociar un nou contracte amb l'administració de l'Opéra que es signa el 8 de maig. Rossini es compromet a escriure cinc òperes en els propers deu anys, a canvi de quinze mil francs per òpera. A més havia de rebre un salari vitalici de sis mil francs anuals, independentment que compongui o no les seves òperes.
Finalment és estrenada a l'Académie Royale de Musique de París el 3 d'agost de 1829, la que serà l'última obra de Rossini per a l'escenari operístic. Sobre un llibret en quatre actes d'Etienne de Jouy i d'Hippolyte Bis, és una fusió entre les qualitats pròpies de l'òpera italiana i l'art francès i alemany: la gràcia italiana de la cavatina i el duo, l'harmonia alemanya del cor i la claredat i precisió de l'estil francès. Amb Adolphe Nourrit, Henri-Bernard Dabadie i Laure Cinti-Damoreau en els principals papers, Guillaume Tell va obtenir només l'obtenció d'un succès d'estime per part de l'audiència, mentre que va ser molt elogiada pels crítics i músics (incloent-hi Bellini que la considerà la seva «bíblia musical»). Guillaume Tell fou un èxit grandiós. Es va produir per tot Europa en versions que van patir diversos graus de tall. El 7 d'agost Carles X va concedir la Legió d'Honor al compositor.
A final d'agost va decidir anar a descansar a Bolonya acompanyat de la seva esposa. De camí, s'aturà a Milà i va poder assistir al triomf a la Scala de Il pirata de Bellini. Quan li van presentar al jove compositor, Rossini li va dir «M'he adonat que en les vostres òperes comenceu on els altres s'han detingut». Potser s'adona que era ell mateix el que s'havia aturat. Rossini havia escalat el cim del seu art. Era lògic augurar que anava a mantenir la seva activitat creadora i Guillaume Tell havia de ser el primer número d'una sèrie d'obres mestres. Va passar, però, tot el contrari. No s'ha pogut saber si Rossini va fer de seguida acte intern de renúncia a la creació teatral. En tot cas, el juliol de l'any següent sembla que Rossini estava esperant, a Itàlia, que li remetessin un llibret per posar-se immediatament en activitat. Es tractava probablement d'un Faust confeccionat pel mateix De Jouy, aprofitant també la moda de la temporada, durant la qual cada teatre de París va tenir el seu Faust en propietat.

### Retir

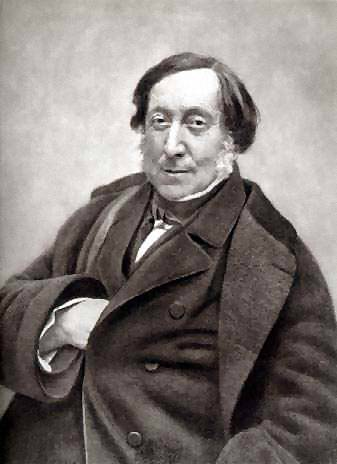
Gioachino Rossini

Però Rossini va romandre escèptic sobre el camí al qual es dirigia l'òpera. S'havia buidat amb Guillaume Tell, que juntament amb la malaltia l'havia deixat cruixit, i cada vegada se sentia amb menys ànims. Va tenir la certesa d'haver obert les portes a una manera d'enfocar l'òpera i en el qual ell no se sentia del tot segur: el Romanticisme.
Un altre fet podria explicar que Rossini no hagués continuat la seva carrera operística d'èxits: l'esclatat el juliol de l'any següent (1830) la revolució que va enderrocar els Borbons i va fer pujar al tron el rei-burgès Lluís Felip d'Orleans. Quan el compositor torna a París, el novembre, el nou monarca no va voler reconèixer el contracte que havia signat l'administració anterior. Efectivament, els privilegis obtinguts per Rossini estaven lligats al règim anterior i van ser revocats, fet que va embolicar al compositor en una sèrie de plets que el van acabar d'esgotar. Aquests fets i la seva neurastènia progressiva el van portar al retir i a no escriure cap més òpera de les que tenia contractades. Durant tots aquests anys que van venir, van freqüentar les especulacions sobre l'estranya retirada de Rossini en el moment en què es trobava al cim de la seva carrera.
De totes maneres, Rossini s'instal·la de nou a París i retorna al Théâtre Italien on romandrà durant cinc anys. Gràcies a la seva posició, contribueix a l'èxit d'Anna Bolena de Donizetti i La straniera de Bellini, en la que triomfa una nova prima donna: Giulia Grisi. Mentrestant les seves òperes van desaparèixer del repertori dels grans teatres parisencs.

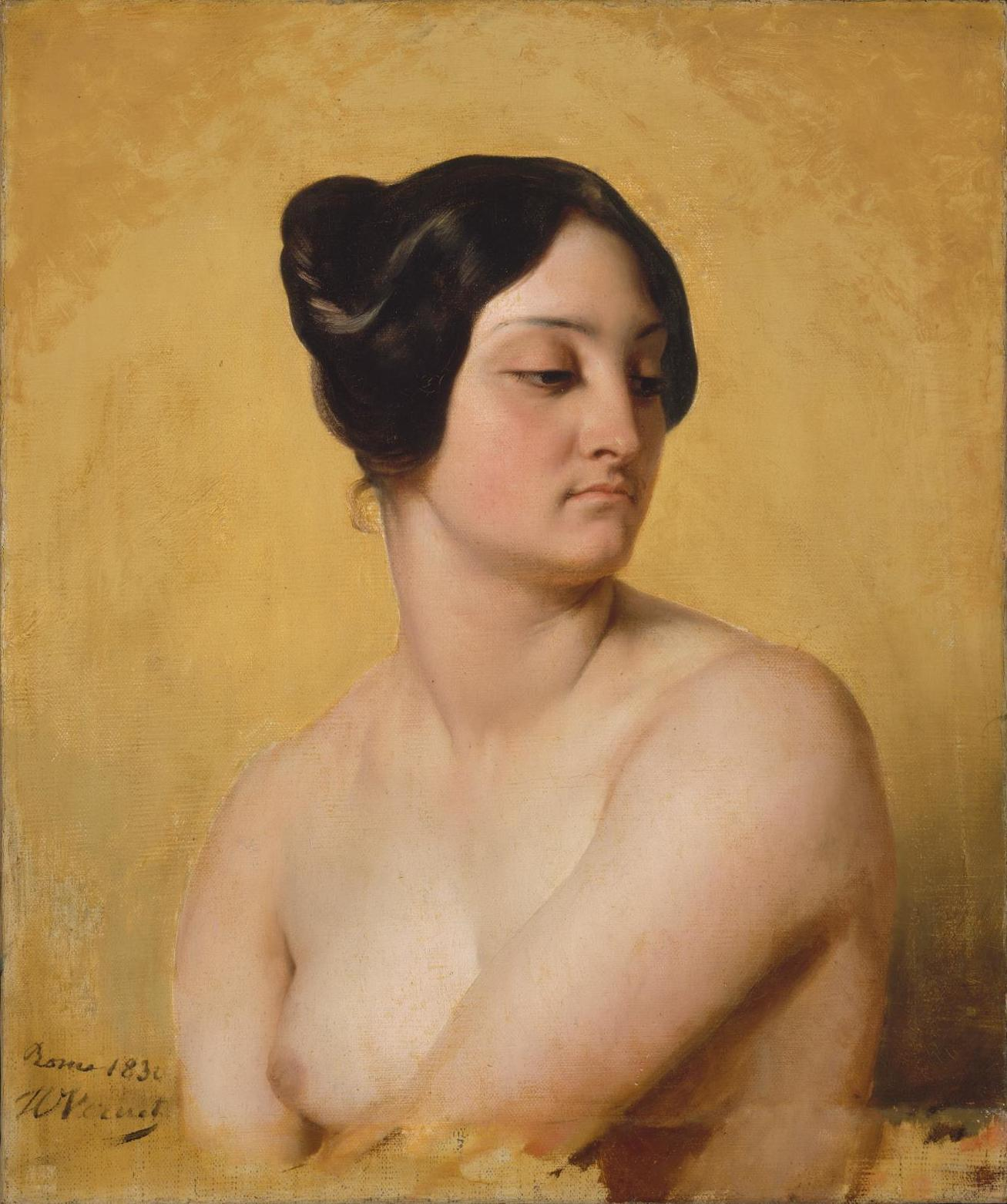
Olympe Pélissier, segona dona de Rossini. Retrat d'Horace Vernet, de qui era model

A principi de febrer de 1831, emprèn un curt viatge a Espanya amb el seu amic el banquer Aguado, la pàtria d'Isabella. Durant aquesta estada, Rossini accepta la invitació de l'ardiaca de Madrid, Manuel Fernández Varela, de compondre un Stabat Mater. Un mes després torna a París, sol. Isabella no l'ha seguit. El matrimoni ja feia temps que no s'entenia. Es posa a treballar en l'Stabat i només és capaç de compondre sis dels deu números, de manera que confià la seva finalització al director musical del Théâtre Italien Giovanni Tadolini. Aquesta versió de l'Stabat es porta a terme a la capella de San Felipe el Real de Madrid, el Divendres Sant de 1833.
Mentrestant, el lloc d'Isabella és ocupat aviat per Olympe Pélissier, semicortesana poc afortunada, estalviadora i una bona mestressa de casa, encantada de poder refugiar-se en l'afecte exclusiu d'un home, malalt i ric, al que cuidarà i protegirà fins a la seva mort amb un afecte maternal.

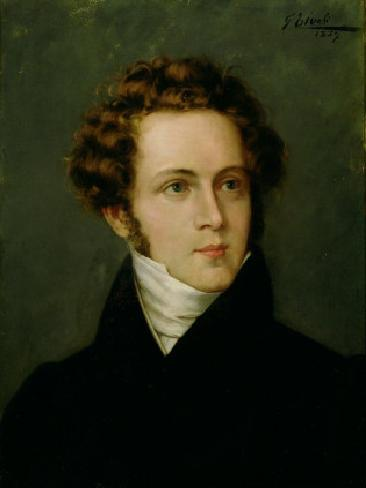
Vincenzo Bellini

El 1834 torna a fer una breu estada a Bolonya. De retorn a París, ajuda Bellini que ja fa un any que hi viu. Gràcies a ell rep l'encàrrec d'una nova òpera i Rossini li prodiga els seus consells. Finalment el 24 de gener de 1835 s'estrena I puritani, amb la partitura revisada per Rossini. Bellini escriu a un amic: «A l'estrena hi va assistir tota l'alta societat, sense oblidar al meu estimat Rossini, que m'estima com un fill». Bellini moriria vuit mesos després en circumstàncies misterioses. Rossini s'encarregaria de preparar-li unes exèquies grandioses.
El setembre de 1837 es va fer legal la seva separació d'Isabella Colbran, que va morir el 7 d'octubre de 1845 a la vila de Castenaso, prop de Bolonya, acompanyada del compositor. El 16 d'agost de l'any següent, Rossini pren Olympe Pélissier com la seva segona esposa.
El 1841 completa l'Stabat Mater i reemplaça els fragments fets per Tadolini. Aquesta nova versió, l'autèntica, s'estrenà a París el 7 de gener. Gaetano Donizetti porta a terme la posterior actuació a Bolonya el 18 de març. Després d'una breu estada a París, on va anar per rebre atenció mèdica del seu uròleg, a principis d'octubre torna a Bolonya, on probablement tenia la intenció de passar la resta de la seva vida.
A Bolonya, va donar algunes classes de cant i entre els alumnes tingué Angel Mariani i la Marietta Alboni. Però va patir el trasbals provocat pels moviments revolucionaris que sacsejaven Itàlia l'any 1847. Impopular davant els seus compatriotes per l'horror que li provocaven les sedicions populars, Rossini hagué de fer front a l'animositat del poble i hagué de deixar Bolonya per Florència, on es va instal·lar al palau de San Donato, posat a la seva disposició pel príncep Demidoff. L'any següent va tornar a deixar Itàlia i va marxar a França i es va instal·lar en un apartament del carrer de la Chaussée d'Antin. Va passar l'estiu a la seua vil·la de Passy-lès-Paris, on feia moltes reunions amb la gent de la lírica parisenca, donà suport a molts d'ells i, sobretot recomanà Augusto Vianesi, que gràcies a Rossini es donà a conèixer com a director d'orquestra d'òpera el 1858 a París.
El 15 d'abril de 1857 li va fer un present a la seva esposa Olympe amb Musique Anodine, un àlbum pertanyent als Péchés de vieillesse, un títol irònic en què Rossini va agrupar les seves últimes composicions. La casa que Rossini s'havia construït especialment a Passy-lès-Paris (avui destruïda) estava a punt a la primavera de 1859. Els Rossini divideixen el seu temps a París entre el número 2, Chaussée d'Antin, on donen recepcions musicals, i la casa de Passy, que va esdevenir un lloc de trobada de la societat musical internacional.
Segons el seu biògraf Edmond Michotte, el març de 1860 va rebre la visita de Richard Wagner. El 9 de juliol Semiramide fou reviscuda en una producció sumptuosa a l'Opéra de les germanes Barbara i Carlotta Marchisio. El 1863 compon la Petite Messe solennelle. El 14 de març de 1864, la Petite Messe solennelle per a veus solistes, cor, dos pianos i harmònium s'estrena de forma privada a la casa de París de la comtessa Louise Pillett-Will, a qui anava dedicada la Missa. Rossini la va escriure per a tota l'orquestra el 1867, però aquesta versió no es portaria a terme fins al 24 de febrer de 1869, després de la seva mort. El 21 de març de 1864, dia de la seva onomàstica, la ciutat de Pesaro l'honrà cerimoniosament per desvetllar la seva estàtua. L'1 de juliol de 1867 va tenir lloc la primera actuació de l' Hymne à Napoleon III et à son Vaillant Peuple al Palau de la Indústria de París.
L'octubre de 1868, va haver de romandre a Passy a causa de complicacions de salut. Hi va morir el divendres 13 de novembre de 1868 poc abans de mitjanit. Als seus funerals s'interpreta la seva grandiosa Missa en la qual cantà la seva exalumna Marietta Alboni. Les seues despulles van ser inhumades al Cementiri del Père-Lachaise, i no va ser traslladat a Itàlia fins al 1887, nou anys després de la mort de la seua segona esposa. Reposa a la Basílica de la Santa Croce, a Florència.
Rossini va deixar tota l'herència a la seua ciutat natal, Pesaro, a la qual es troba avui dia un important Conservatori dedicat a Rossini.

## L'enigma de la retirada
El 1829, després de buidar-se amb Guillaume Tell, després de compondre trenta-nou òperes en dinou anys i al cim de la seva popularitat, va abandonar en sec la composició lírica i es dedicà a una jubilació tranquil·la a la campanya parisenca. Alguns autors es decanten per la manca de salut i altres per la manca de creativitat.
Van ser quaranta anys de lliurar-se en cos i ànima a la gastronomia, als seus amics i al dolce far niente. Un cronista va escriure en els seus funerals, amb certa crueltat i ressentiment musical: «Els seus funerals han sigut més brillants que tristos i emotius. […] L'art, que havia abandonat feia molt de temps, no ha de deplorar cap pèrdua. El geni, que s'havia enterrat a si mateix, ja no tenia dret a un dol pòstum». Ningú ha pogut entendre, tant durant la seva vida, com després de la seva mort, l'enigma d'aquest silenci. Per això hi ha multitud d'interpretacions, retrets, anàlisis, excuses, hipòtesis, arguments psicològics, artístics, econòmics, etc., que han tractat d'omplir aquest buit.
En són moltes les explicacions que s'han tractat de donar, des del simple avorriment, fins a la riquesa material que havia acumulat, passant per les nombroses dificultats de salut, i potser també pel fracàs de la seva última òpera segurament degut al canvi que s'estava produint en el panorama operístic, amb noves necessitats vocals, orquestrals i teatrals. O simplement la falta d'interès cap a aquesta creixent moda per l'estil romàntic. O encara els freqüents còlics biliars, l'afició a cuinar, menjar i beure o organitzar festes amb els amics.
Aparentment era un home amb bona salut, gaudia de fama, i les brillants tardes musicals al seu domicili, a les quals assistien grans artistes i polítics de l'època, van suposar l'estrena de moltes petites obres destinades a l'entreteniment dels convidats als seus famosos, i potser exagerats, banquets. Però darrere d'aquesta vida plena de luxe i fama existia un costat fosc: la seva malaltia, que el venia afligint des de feia anys. La seva vida anterior tampoc està exempta d'episodis contradictoris que descriuen una excitació maníaca seguida d'episodis de matís depressiu, que poden en part incorporar-se dins de l'esquema de l'anomenada maladie créatice.
El francès Colas, parla de la «depressió nerviosa present en un organisme extenuat pels esforços creatius unit a un temperament obsessiu i perfeccionista».
Altres causes que s'han adduït són l'absència de cantants adequats; la sensació de futilitat al treballar en un període de gran inestabilitat política; la seva riquesa: havia fet tants diners a través d'informació oportuna sobre la borsa de valors proporcionada pels seus amics els Rothschild, que es va deixar portar per la seva indolència natural; el tedi del poder i la glòria, etc.
En va s'ha buscat la solució de l'enigma del seu silenci als trenta-nou últims anys de vida. El biògraf del mestre, G. Radicciotti, assenyala diferents causes que van produir un mateix efecte: perdurable ressentiment pels perjudicis econòmics que li va implicar el canvi de règim a 1830 i pel mal procedir de l'Administració francesa; necessitat de repòs, per la salut trencada; per la fatiga mental produïda després de la composició febril de 34 òperes en 13 anys.
Malgrat els seus èxits de taquilla, la seva obra no estava exempta de crítiques. A Itàlia es veia amb suspicàcia el seu interès per a la música alemanya; al nord d'Europa se l'atacava a vegades com a conservador pel seu rebuig a seguir els preceptes del Romanticisme, que apareixen, per exemple, en els cors de Guillaume Tell que tant delectaven Berlioz. Per a alguns, és possible que Rossini s'adonés que el seu geni pertanyia a un llenguatge musical que ja havia estat esgotat i que podria fallar si tractava d'ajustar-lo a l'estil contemporani. El compositor Camille Saint-Saëns ho va explicar segurament amb la frase més senzilla i potser la més evident: «Rossini va callar perquè ja no li quedava res per dir». La frase es podria allargar amb «i el que havia de dir ja ningú ho volia escoltar o no ho sabia interpretar». La seva obra era el triomf de la melodia, amb deliciosa acrobàcia ornamental, de les floritures, el gust pels trinats, les appoggiaturas i les cadències lliures. Aquells anys havien desaparegut i Rossini sabia molt bé quines eren les seves virtuts. Guillaume Tell li havia exigit massa esforç, havia forçat massa el seu talent per satisfer el públic francès i n'estava tip.
Altres autors sostenen que Rossini no va abandonar la ploma perquè se li s'esgotés la capacitat creadora. La millor prova d'això són les dues extraordinàries obres religioses, l'Stabat Mater que va completar als 49 anys i la Petite messe solennelle (que ni és petita ni és solemne) escrita quan tenia 71 anys.
A la visita que va rebre de Wagner el 1860, aquest li va preguntar, com tothom, perquè havia deixat de compondre quan amb Guillaume havia començat de nou la seva creativitat. Rossini va contestar: «jo no tenia fills, si els hagués tingut, segurament hauria seguit treballant. […] A més, el teatre a Itàlia, que ja durant el més brillant de la meva carrera deixava molt que desitjar, estava llavors en plena decadència, l'art del cant s'havia enfonsat. Era una cosa que es veia venir… per aquestes i altres raons vaig arribar a la conclusió que el millor que podia fer era callar. Em vaig callar i così finita la commedia».
Un dels experts més grans de l'obra del compositor, el musicòleg nord-americà Philip Gossett, diu: «no hi ha raons simples per aquesta decisió personal (la de no escriure més òperes), si és que va ser presa conscientment. En part això es va deure al fet que Rossini estava cansat de cos i de ment, de fet, va ser per molts anys un semi-invàlid […] la malaltia, els canvis en la situació política i artística, la inseguretat financera (?), el cansament aclaparador, juntament amb l'enorme èxit de les òperes franceses de Meyerbeer, van crear una atmosfera física i artística en la qual la composició de noves òperes va deixar de ser un al·licient per Rossini».

## Malalties
El 1832 van aparèixer els primers símptomes de la crisi nerviosa greu que afectarà el compositor, que per llavors s'havia ajuntat amb Olympe Pélissier, a qui li dedicà la seva cantata per a soprano i piano Giovanna d'Arco. Pélissier era la seva amant i futura esposa, i era l'única presència reconfortant. El 1835 publica Soirées Musicales, composta entre 1830 i 1835, i escriu algunes altres obres curtes. El 1836 acaba el judici que havia interposat contra el govern francès, que li adjudica una pensió de per vida. Abans de tornar a Itàlia se'n va de viatge per Alemanya i Bèlgica amb el banquer Rothschild.
El 1832 sofreix un atac de lumbago «real o imaginari» que l'obliga a deixar el Stabat Mater en mans de Giovanni Tadolini. El 1835 sembla patir un període de manca d'energia i activitat que el porten a manifestar que «estic al llit mig mort». Després de la seva trobada amb Felix Mendelssohn, aquest manifesta que Rossini havia perdut tota la seva corpulència. El 1838, torna a caure en un altre dels seus cicles depressius «cada vegada més freqüents» en les seves pròpies paraules. La mort del seu pare, Giuseppe Rossini, va suposar un cop dolorós i els metges li diagnostiquen «problemes glandulars» per als que li recomanaven desplaçar-se a un balneari de Nàpols per prendre «banys de fang, banys de mar i altres cures medicamentoses». El 1839 manifesta que no pot dormir ni menjar. A partir de 1848 i fins al 1855, es poden detectar múltiples períodes d'excitació i depressió amb crisi il·lusòria i s'arriba a murmurar que està boig. És conegut que Rossini sofria d'una gonorrea crònica, les seves cartes i les de Pélissier documenten les doloroses complicacions d'aquesta malaltia. Donat l'èxit que, segons Stendhal, té Rossini entre les dones i l'extensió d'aquest tipus de malalties durant el Plantilla:Segle XIX, és difícil pensar, avui dia, que aquesta malaltia li fos contagiada per una prostituta. El començament de la simptomatologia d'aquesta malaltia és desconegut però els seus biògrafs citen l'any 1816, després de l'estrena d'El barber de Sevilla. Assenyalen que encara estava amb la salut intacta, en cert moment de la seva carrera operística comença la gonorrea que en les seves manifestacions més cròniques li implica els sofriments que tindria a les dècades de 1830 i 1840.

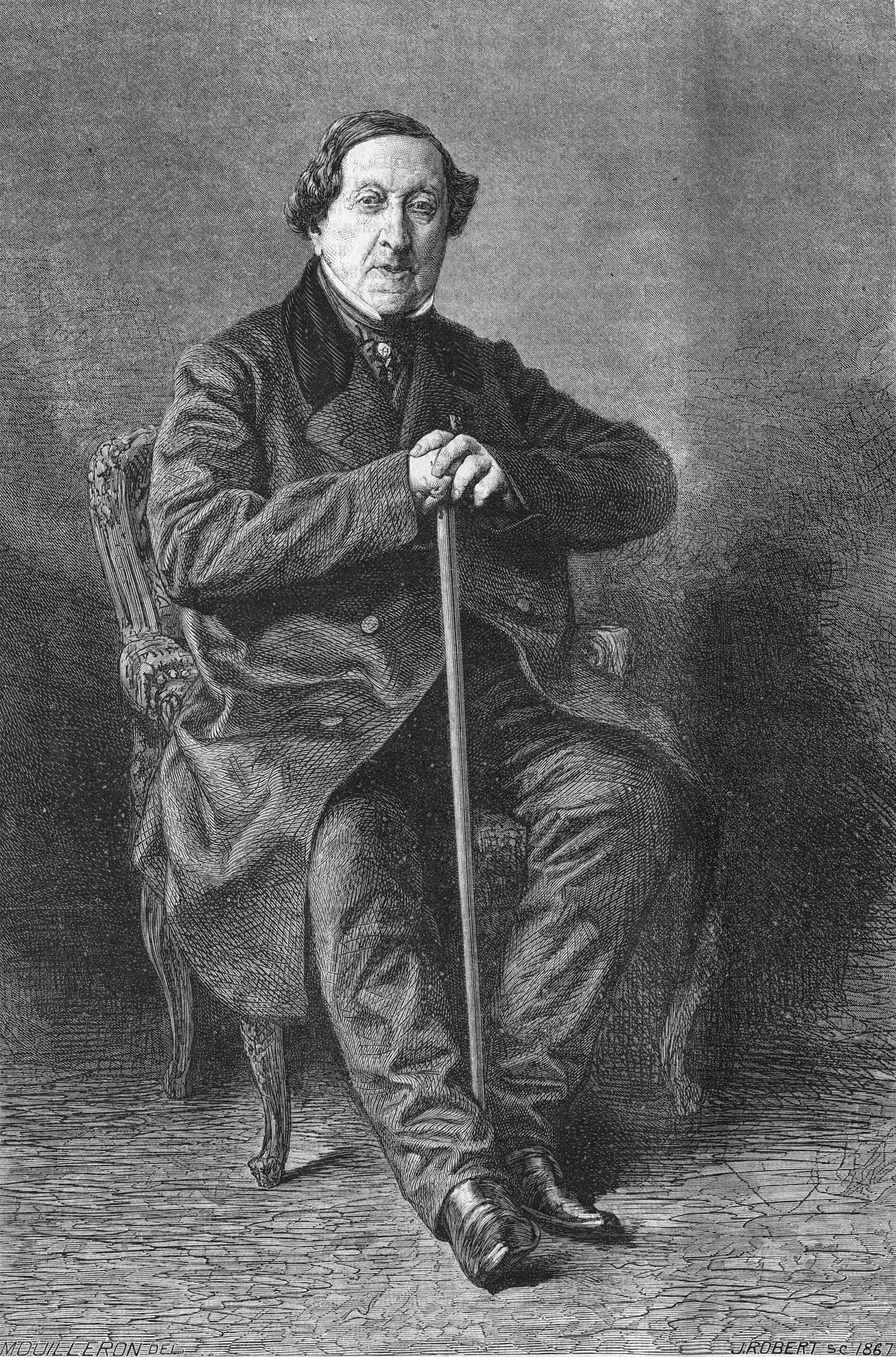
Rossini el 1867

Hi ha un informe mèdic realitzat el 1842 per un metge anònim de Bolonya del qual només se'n coneix una part del contingut, sembla promogut per Olympe Pellisier al seu amic Hector Couvert, que tenia com a finalitat sol·licitar una consulta amb Jean Civiale, l'uròleg més prestigiós a l'Europa de la seva època. A través d'aquest, se sap que Rossini, com a conseqüència d'aquesta afecció va patir una estenosi uretral que li obstruïa el flux normal de l'orina. Per disminuir aquesta complicació, ens explica l'informe, els set o vuit anys anteriors, Rossini el mitigava introduint per la uretra, cada dia, durant un mes i per un període de 15 a 20 minuts, un catèter que permetia la seva dilatació i per consegüent el buidatge de la bufeta i la temuda obstrucció al flux urinari. Aquest tractament es complementava amb rentats amb solucions d'ametlla dolça, malva, goma, flor de sofre barrejada amb crema de tàrtar. Això comporta el desplaçament a París i que al juny Pélissier manifesti que «Tot marxa bé: la introducció de bugies va gradualment i després de 10 dies res ens recorda l'estat de la malaltia, tot va caminant progressivament».
Tots els biògrafs coincideixen a assegurar les greus molèsties que aquest mal causava a Rossini, i com aquest va recórrer a diferents mitjans per intentar mitigar-les. Així cures de repòs en balnearis, dietes alimentàries –que sense cap dubte serien molt mal portades pel nostre protagonista donada la seva fama–, o falses teràpies com cures magnètiques, van formar part dels recursos buscats per alleujar una simptomatologia intractable en aquestes dates i la cronobiologia podria explicar, en part, els períodes d'excitació i depressió recollits en les seves biografies. Molts amics que el van visitar a casa de París, narren com entre l'anodina decoració de la seva habitació es trobava un catèter, que a molts va presentar com «el millor instrument per als seus mals».
És evident que Rossini patia de molts disturbis que dificultaven la seva condició física. Era evidentment obès, el 1824 un dels seus contertulians el defineix com «una persona adiposa d'aspecte jovial amb una mena indefinida de malícia a la mirada», l'obesitat augmenta fins a ser patològica el 1865, i que li dificultava caminar i li produïa un intens cansament, que limitava el seu espai vital només al seu domicili. El 1856 sofreix una trombosi que dificulta el moviment i del qual sembla recuperar-se sense seqüeles. Mostra signes de bronquitis crònica i emfisema i els refredats semblen ser una infecció freqüent durant els últims anys de la seva vida. Els escassos retrats de l'època final de la seva vida ens mostren mans i cames que ens poden orientar cap a altres mals. Les mans estaven inflades i doloroses, les cames febles i molt doloroses quan caminava eren degudes a una malaltia vascular perifèrica, conseqüència possiblement de les transgressions alimentàries, tan consubstancials amb la seva personalitat, i del tabac, un altre dels «vicis» que patia Rossini.

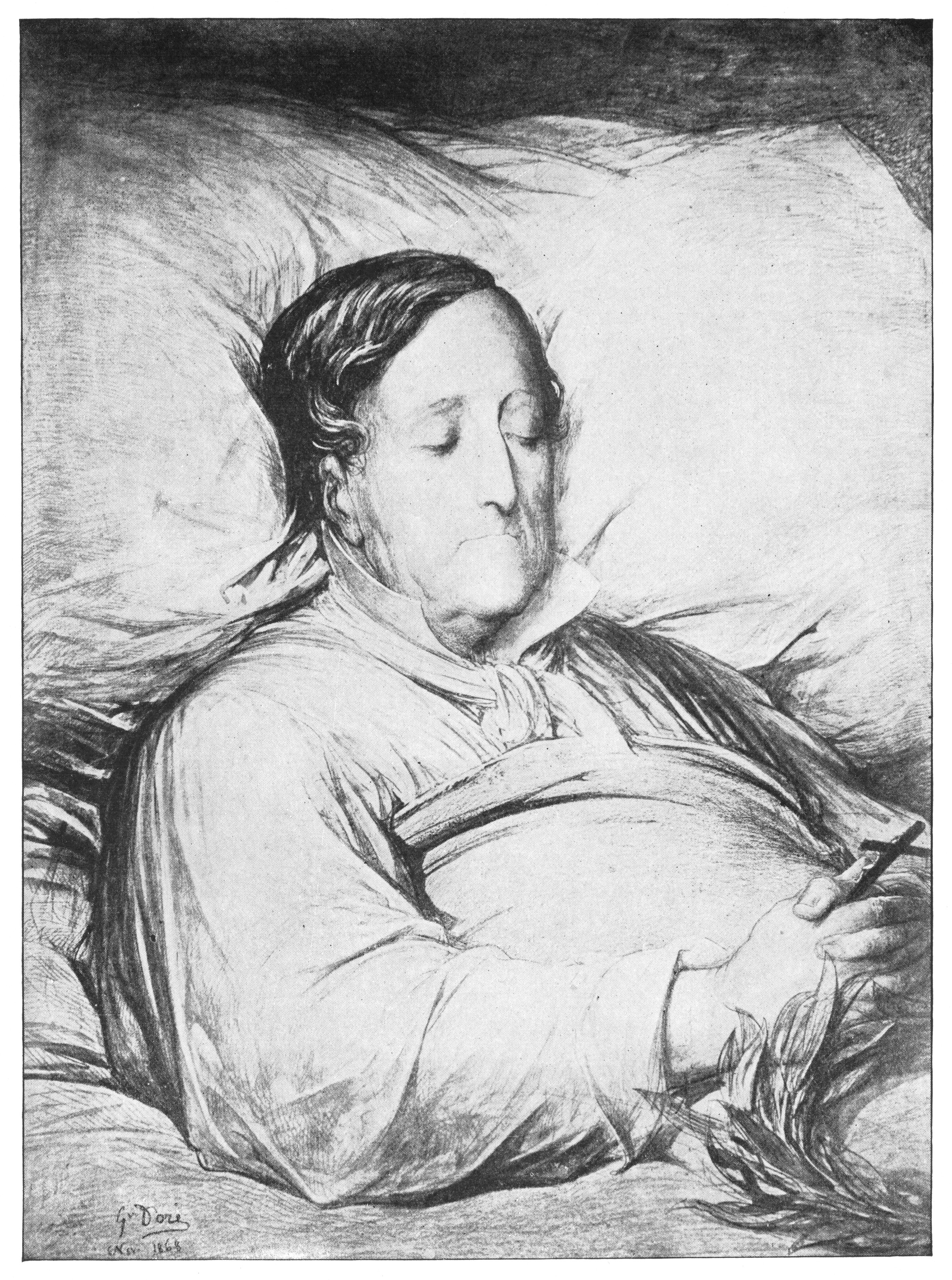
Dibuix de Rossini en la seva mort (Gustave Dore)

El 1868 comença a tenir pèrdues de sang i dolor en el recte. El 26 de setembre se li va diagnosticar una fístula rectal. En una visita posterior del seu metge, per controlar l'evolució del pacient, es corregeix el diagnòstic: es fa evident que Rossini patia un carcinoma de recte o del canal anal que creixia ràpidament, una intervenció quirúrgica podria salvar i es contacta amb Auguste Nélaton, professor de Cirurgia a l'Hospital de St Louis i pioner de la cirurgia abdominal, que programa la intervenció per al 3 de novembre. Dos dies després, Nélaton, alarmat per l'aspecte de la ferida, decideix una segona intervenció. Després d'aquesta segona intervenció, les condicions físiques de Rossini comencen a deteriorar-se progressivament, pateix una infecció de la ferida, probablement una erisipela, causada per l'ús d'un bisturí no estèril. La infecció s'estén ràpidament a la paret abdominal, i comença a delirar amb febre intensa, dolor i finalment cau en coma, mor el 13 de novembre del 1868.

## Aportacions de Rossini a l'òpera
L'òpera romàntica es conforma com una barreja de l'antiga òpera seriosa i de l'òpera bufa que havia ennoblit els seus arguments, assoliment degut a Mozart i Da Ponte. Aquests aspectes es van fondre en Rossini d'una manera única, prenent cos una forma de fer òpera que de seguida es va veure enriquida per aportacions pròpies. Heus aquí algunes d'elles:
- La incorporació de temes britànics medievalistes i shakespearians.
- Un talent especial per al traçat de la melodia.
- L'eliminació de l'ornamentació improvisada que els compositors deixaven a criteri de l'intèrpret per al seu lluïment i la substitució d'aquella per la coloratura, que no s'ha d'entendre en l'obra de Rossini com a mera decoració o exhibicionisme, sinó com un gest de bravura o audàcia vocal que forma part de la mateixa melodia.
- Exigeix del cantant una gran perfecció del legato, homogeneïtat del color i versatilitat en l'emissió per reduir o reforçar un so.
- Una comicitat irònica i no bufonesca, així com una extraordinària aptitud psicològica per retratar la societat i criticar els convencionalismes.
- L'alternança del seriós i del còmic: a Rossini li interessava crear, al costat de personatges còmics per definició, uns altres que no ho són a priori, de manera que aquests últims es veuen immersos en una situació còmica sense voler-ho.
- L'efecte còmic del cant era moltes vegades el resultat de les repeticions de determinats motius melòdics curts, així com d'un determinat fragment del text. Rossini obté uns resultats imprevistos d'aquest tipus de procediment i arriba a repetir simples síl·labes o onomatopeies que acaben per adquirir vida pròpia.
- Atorga a la dona un perfil heroic, tret profundament romàntic que es troba ben encarnat pel tipus de veu per al que escriu, la mezzosoprano lleugera, veu greu però capaç de grans agilitats, que suggereix maduresa i joventut del personatge al mateix temps.
- Una gran elaboració de les obertures que es converteixen en peces independents que tenen valor per si mateixes. Destaca en elles el respecte per la singularitat de cada instrument, el teixit de les veus recolzat en una harmonia senzilla però original i el famós i proverbial efecte dels crescendi, aconseguits a força de la reiteració múltiple d'una frase, augmentant la intensitat progressivament i escalant la tessitura cap a l'agut. La majoria de les seves obertures respecten l'estructura formal de la sonata i destaquen l'habilitat del mestre en l'ús dels recursos de la música instrumental.
- Un sorprenent virtuosisme i un gran romanticisme immersos en la comèdia.
- Un gran equilibri entre la qualitat de la producció còmica i de la seriosa.
- Impuls a l'era del bel canto que havia representat al costat de Bellini i Donizetti.
- Grans conjunts que posen fi a alguns actes de forma brillant, divertida i plena d'inspiració aconseguint amb ells el punt culminant de les seves òperes.

## Renaixement rossinià
A la segona meitat del segle xx es va produir un redescobriment de l'obra de Rossini en bona part gràcies a la influència de la Fundació Rossini, de Pesaro. Va ser Conxita Supervia, l'extraordinària mezzosoprano catalana, la pionera d'aquest redescobriment de Rossini com a veritable creador d'alambinades estructures vocals. Però era llavors prematura la resurrecció d'un compositor com aquest, el concepte de la vocalitat requeria l'existència d'intèrprets amb una tècnica de cant que consentís l'adequada recreació de les subtileses ornamentals que Rossini havia posat per sobre de tota altra consideració dramàtica. Habituats al cant directe, i fins i tot estentori, exigit per les partitures tardo-verdianes i veristes, els cantants no estaven en condicions de donar el relleu adequat a aquestes òperes, i si alguna vegada s'havia intentat reviure, els resultats no eren satisfactoris i s'aplicaven criteris vocals, instrumentals i fins i tot talls inadequats a les partitures, pel desconeixement dels costums interpretatives de l'època.
El 1952, inesperadament i sense tractar-se de cap celebració especial, el Maggio Musicale Fiorentino es «va deixar anar» i va oferir ni més ni menys que cinc òperes de Rossini. Dos anys abans, Maria Callas havia posat el seu granet de sorra de la recuperació rossiniana amb el gran èxit de Il turco in Italia. Així va començar a rodar la bola del renaixement rossinià.

## Miscel·lània
Una de les moltes habilitats de Rossini va ser saber organitzar les seves òperes de manera que el públic sabia el que l'esperava. Les esplèndides obertures captaven l'atenció de l'espectador i les sensacionals àries pels solistes exigien el lliurament total dels cantants –Rossini no creia en l'ús d'una sola nota on podien anar-ne una dotzena–. El públic podia taral·lejar les melodies en sortir del teatre i tot això juntament amb la proporció de la seva òpera, componien una fórmula guanyadora.
Rossini va ampliar l'orquestra, dotant els instruments de vent de més rellevància, fins aleshores poc presents en les orquestres italianes. Els va aportar una major potència amb la incorporació de crescendos i diminuendos, que fan que la música vagi progressivament de la tensió al relaxament, canvis apreciats per l'espectador.
Les principals característiques del cant rossinià són:
- l'estandardització del cant, tant per al repertori còmic com tràgic;
- el desenvolupament d'un virtuosisme indirectament inspirat per la tècnica vocal barroca;
- la creació de blocs musicals desenvolupats, trencant amb la tradició de les àries seguides de recitatius. Aquestes grans escenes, anomenades pezzi chiusi (peces tancades) comprenen generalment una introducció orquestral recitada, una secció lírica lenta, una secció intermèdia més dramàtica (tempo di mezzo) i una cabaletta (secció ràpida, més virtuosística i exaltada). El pezzo chiuso present des de les primeries del segle xix sobreviurà fins a les òperes més tardanes de Verdi.

### Entre la mandra i els plaers de la vida
Rossini, home de mil facetes, ha estat descrit pels seus biògrafs de mil maneres diferents: hipocondríac, colèric o més aviat víctima de profundes depressions, o tot plegat alegre, vividor, enamoradís i amant de les dones; sovint titllat de mandrós, però amb una producció musical que al capdavall es revela incomparable (encara que farcida de nombrosos centoni, fragments musicals anteriors que Rossini reutilitzava per a noves obres en una mena d'autoplagi).
A més de producció musical, Rossini també va ser autor d'un Libre de cuina, deixant el seu nom a nombroses receptes: Canelons Rossini, Tournedos Rossini… Una de les receptes que agradava més a Rossini era l'amanida que ell mateix havia ideat, composta de mostassa, llimona, pebre, sal, oli d'oliva i tòfona.
També estava dotat d'un gran sentit de l'humor i no dubtava a fer broma dels seus contemporanis, ja foren intèrpretes o compositors.
Hom pot citar, a aquest respecte, la següent anècdota: tocant un dia al piano una peça de Richard Wagner (que detestava), Rossini no en treia més que sons cacofònics; un dels seus alumnes va acostar-se-li i li va dir: «Mestre, heu posat la partitura a l'inrevés!», al que Rossini va respondre: «Ja ho vaig intentar posant-la en el sentit contrari: però era pitjor!».
Una altra anècdota, molt difosa als mitjans musicals i esdevinguda llegendària: Rossini havia pres el costum de compondre al llit. Després d'escriure un Preludi per a piano, li va caure la partitura a terra, i en lloc de recollir-la va estimar-se més començar-ne una de nova.

### Un renaixement
Des de l'inici dels anys 1970 fins avui dia s'ha dut a terme una reavaluació de les nombroses i cèlebres obres de Rossini, una redescoberta que ha donat lloc a un vertader renaixement. Les seues obres mestres s'han consolidat, sembla que definitivament, al repertori dels més importants teatres lírics.
A Pesaro s'organitza cada any el Rossini Opera Festival: apassionats de Rossini d'arreu del món hi fan cap per escoltar les obres del Maestro.

### Cites i opinions
Segons Stendhal, Rossini va ser «un home envejable». La Vida de Rossini (escrita per Stendhal quan el compositor tenia trenta-dos anys) ha esdevingut cèlebre, encara que nombrosos crítics l'han considerada massa novel·lada: És tan difícil escriure la història d'un home viu! –va escriure Stendhal al prefaci– Abans que s'amoïne (si s'amoïna), tinc la necessitat de dir-li que el respecte infinitament, i de manera diferent que a un gran senyor envejat. Ha guanyat la grossa en la loteria de la natura, ha guanyat un nom que mai no morirà, el geni i sobretot la felicitat.
Segons Balzac, aquesta música dona esperances als cors més ensopits.
La gran soprano rossiniana Marilyn Horne va assegurar que «Rossini va ser l'inventor de l'òpera italiana i segueix sent la font principal de la qual han begut tots els altres grans compositors. Verdi va estudiar molt Rossini, especialment en els seus primers anys, i en la seva música es nota».
Les dues germanes cantants d'òpera Benita i Francisca Moreno foren les introductores de l'obra rossiniana a Espanya.

## Obres

### Òpera
(entre parèntesis, lloc de l'estrena)
- Demetrio e Polibio (composta per l'autor el 1806 però estrenada al Teatro Valle, Roma, el 18 de maig de 1812)
- La cambiale di matrimonio (Teatre San Moisè, Venècia, 3 de novembre de 1810, la seua primera òpera representada)
- L'equivoco stravagante (Teatre del Corso, Bolonya, 26 d'octubre de 1811)
- L'inganno felice (Teatre San Moisè, Venècia 8 de gener de 1812)
- Ciro in Babilonia, ossia La caduta di Baldassare (Teatre Comunale, Ferrara, 14 de març de 1812)
- La scala di seta (Teatre San Moisè, Venècia, 9 de maig de 1812)
- La pietra del paragone (Teatre de la Scala, Milà, 26 de setembre de 1812)
- L'occasione fa il ladro, ossia Il cambio della valigia (Teatre San Moisè, Venècia, 24 de novembre de 1812)
- Il signor Bruschino, ossia Il figlio per azzardo (Teatre San Moisè, Venècia, 27 de gener de 1813)
- Tancredi (Teatre La Fenice, Venècia, 6 de febrer de 1813)
- L'italiana in Algeri (Teatre San Benedetto, Venècia, 22 de maig de 1813)
- Aureliano in Palmira (Teatre de la Scala, Milà, 26 de desembre de 1813)
- Il turco in Italia (Teatre de la Scala, Milà, 14 d'agost de 1814)
- Sigismondo (Teatre La Fenice, Venècia,26 de desembre de 1814)
- Elisabetta, regina d'Inghilterra (Teatre San Carlo, Nàpols, 4 d'octubre de 1815)
- Torvaldo e Dorliska (Teatre Valle, Roma 26 de desembre de 1815)
- Il barbiere di Siviglia, Almaviva, osia l'inutile precauzione (Teatre Argentina, Roma, 20 de febrer de 1816) sobre el personatge de Beaumarchais (Fígaro).
- La gazzetta (Teatre dei Fiorentini, Nàpols, 26 de setembre de 1816)
- Otello, ossia Il Moro di Venezia (Teatre de Fondo, Nàpols, 4 de desembre de 1816)
- La Cenerentola, ossia La bontà in trionfo (Teatre Valle, Roma, 25 de gener de 1817)
- La gazza ladra (Teatre de la Scala, Milà, 31 de maig de 1817)
- Armida (Teatre San Carlo, Nàpols, 11 de novembre de 1817)
- Adelaide di Borgogna (Teatre Argentina, Roma, 27 de desembre de 1817)
- Mosè in Egitto (Teatre San Carlo, Nàpols, 5 de març de 1818)
- Adina, ossia Il Califfo di Bagdad (Teatre Reial San Carlos, Lisboa, 22 de juny de 1826, composta el 1818)
- Ricciardo e Zoraide (Teatre San Carlo, Nàpols, 3 de desembre de 1818)
- Ermione (Teatre San Carlo, Nàpols, 27 de març de 1819)
- Eduardo e Cristina (Teatre San Benedetto, Venècia, 24 d'abril de 1819)
- La donna del lago (Teatre San Carlo, Nàpols, 24 d'octubre de 1819)
- Bianca e Falliero, ossia Il consiglio dei Tre (Teatre de la Scala, Milà, 26 de desembre de 1819) i escrita expressament per a la cantant Caroline Bassi-Manna.[62]
- Maometto II (Teatre San Carlo, Nàpols, 3 de desembre de 1820)
- Matilde di Shabran, ossia Bellezza e cuor di ferro (Teatre Apollo, Roma, 24 de feber de 1821)
- Zelmira (Teatre San Carlo, Nàpols, 16 de desembre de 1822)
- Semiramide (Teatre de la Fenice, Venècia, 3 de febrer de 1823)
- Il viaggio a Reims, ou L'albergo del giglio d'oro (Teatre des Italiens, París, 19 de juny de 1825)
- Le Siège de Corinthe (Teatre de l'Académie Royale de Musique, París, 9 d'octubre de 1826)
- Moïse et Pharaon, ou Le passage de la Mer Rouge (Teatre de l'Académie Royale de Musique, París, 26 de març de 1827)
- Le Comte Ory (Teatre de l'Académie Royale de Musique, París, 20 d'agost de 1828)
- Guillaume Tell (Teatre de l'Académie Royale de Musique, París, 3 d'agost de 1829).

### Cantates
(entre parèntesis, lloc i data de l'estrena, si es coneix)
- Il pianto d'Armonia sulla morte di Orfeo (11 d'agost de 1808 Bolonya, Liceo musicale)
- La morte di Didone (composta el 1811, estrenada el 2 de maig de 1818)
- Dalle quete e pallid'ombre (Venècia, 1812)
- Egle ed Irene (Milà, 1814)
- L'aurora (Roma, novembre 1815)
- Le nozze di Teti e di Peleo (Nàpols, 24 d'abril de 1816)
- Omaggio umiliato (Nàpols, 20 de febrer de 1819)
- Cantata (9 de maig de 1819)
- La riconoscenza (Nàpols, 27 de desembre de 1821)
- Giunone (Nàpols, abans de 1822)
- La santa alleanza (24 de novembre de 1822)
- Il vero omaggio (3 de desembre de 1822)
- Omaggio pastorale (abril de 1823)
- Il pianto delle muse in morte di Lord Byron (9 de juny de 1824)
- Cantata per il battesimo del figlio del banchiere Aguado (16 de juliol de 1827)
- L'armonica cetra del nune (2 d'abril de 1830)
- Giovanna d'arco (París 1832, revisió 1852)
- Cantata in onore del sommo pontefico Pio IX (Roma, 1 de gener de 1847)

### Cors i Himnes
- Inno dell'indipendenza (Bolonya, 15 d'abril de 1815)
- De l'Italie et de la France (1825)
- Coro per il terzo centenario della nascita del Tasso (11 de març de 1844, reutilitzada en la donna del lago)
- Grido di esultazione riconoscente al sommo pontefice Pio IX (Bolonya, 23 de juliol de 1846)
- Coro della guardia civica di Bologna, 21 de juny de 1848
- Inno alle pace (Florència, 26 de juny de 1850)
- Hymne à Napoléon III et à son Vaillant Peuple (París, 1 de juliol de 1867)

### Música instrumental
- Sei sonate a quattro (1804)
- Simfonia "al conventello" (1806)
- Cinc duets per a cor (1806)
- Simfonia (1808, utilitzada en l'inganno felice)
- Simfonia (1809, utilitzada en la cambiale di matrimonio i adelaide di borgogna)
- Simfonia "obbligata a contrabasso" (1807-10)
- Variazzioni di clarinetto (1809)
- Andante e tema con variazioni (1812)
- Andante e tema con variazioni per arpa e violino (1820)
- Passo doppio 1822 (variacions de l'ària di tanti palpiti de Tancredi)
- Valse (1823)
- Serenata (1823)
- Duetto (1824)
- Rendez-vous de chasse (1828)
- Fantaisie (1829)
- Tres marxes militars(1837)
- Scherzo (1843)
- Tema originale di Rossini variato per violino da Giovacchino Giovacchini (1845)
- Marcia (1852)
- Thème de Rossini suivi de deux variations et coda par Moscheles père (1860)
- La corona d'Italia (1868)

### Música religiosa
- Quoniam (setembre 1813)
- Messa di gloria (Nàpols, 24 de març de 1820)
- Preghiera (vers 1820)
- Tantum ergo (1824)
- Stabat Mater (1831, segona versió de 1841) (Bolonya, 1842, amb la soprano Clara Novello).[63]
- Trois choeurs religieux: la foi, l'esperance, la charité (20 de novembre de 1844)
- Tantum ergo (Bolonya, 28 de novembre de 1847)
- O salutaris hostia (29 de novembre de 1857)
- Laus deo (París 1861)
- Petite messe solennelle (1. versió 14 de març de 1864, revisió 1867)

### Música vocal
- Se il vuol la molinara (1801)
- Dolce aurette che spirate (1810)
- La mia pace io già perdei (1812)
- Qual voce, quai note (1813)
- Alla voce della gloria (1813)
- Amore mi assisti (1814)
- Il trovatore (1818)
- Il carnevale di venezia (Roma, 1821)
- Belta crudele (1821)
- La pastorelle (1821)
- Canzonetta spagnuola (1821)
- Infelice ch'io son (1821)
- Addio ai viennesi (1822)
- Dall'oriente l'astro del giorno (1824)
- Ridiamo, cantiamo, che tutto sen va (1824)
- In giorno si bello (Londres, 1824)
- Tre quartetti da camera (1827)
- Les adieux à rome (1827)
- Orage et beau temps (1829/30)
- La passeggiata (Madrid, 1831)
- La dichiarazione (1834)
- Les soirées musicales (1830-1835)
- Deux nocturnes: 1. adieu a l'italie, 2. le départ (1836)
- Nizza (1836)
- L'âme délaissée (1844)
- Francesca da Rimini (1848)
- Mi lagnero tacendo (1858)

### Péchés de vieillesse
- Vol I Album italiano
- Vol II Album français
- Vol III Morceaux réservés
- Vol IV Quatre hors d'œuvres et quatre mendiants
- Vol V Album pour les enfants adolescents
- Vol VI Album pour les enfants dégourdis
- Vol VII Album de chaumière
- Vol VIII Album de château
- Vol IX Album pour piano, violon, violoncello, harmonium et cor
- Vol X Miscellanée pour piano
- Vol XI Miscellanée de musique vocale
- Vol XII Quelques riens pour album
- Vol XIII Musique anodine (1857). Presentat a la seva esposa Olympe Pélissier en agraïment per la seva atenció durant la seva llarga malaltia intermitent.
- Vol XIV Altri Péchés de vieillesse